# Tibeti buddhizmus
A tibeti buddhizmus vagy himalájai buddhizmus elsősorban Tibet és a Himalája bizonyos területeinek (Nepál, Bhután és India) buddhista vallásos tanaira és szervezeti jellemzőire vonatkozik. Bhután állami vallása, de gyakorolják Mongóliában, valamint Oroszország (Kalmükföld, Burjátföld, Tuva) és Északkelet-Kína bizonyos területein is. A szövegeket (szentírásokat és magyarázó szövegeket) a Tibeti buddhista kánon tartalmazza, melynek nyelve a klasszikus tibeti nyelv, ezen területek spirituális nyelve.
A Tibetben gyakorolt buddhista irányzatoknak két fő hagyománya a kolostori, illetve a világi jógi (nagpa). Ezen belül kétféle jána oktatási rendszer működik: a mahájána és a vadzsrajána – a buddhisták egyik jogart formázó rituális tárgya, a vadzsra után. Ez a villámlás szimbóluma, de gyakran gyémántnak is hívják, ezért az irányzat másik neve a „gyémánt út”. A tibeti buddhizmus azonban a személy fejlődésétől és a tanulmányi előrehaladásától függően mindhárom fő buddhista irányzatot tanítja (hínajána, mahájána, és vadzsrajána).
Nyugaton az irányzat lámaizmus néven is ismert, tanítóik, a lámák (más elnevezéssel rinpocsék) után. A lámák egymást követő sora személyük reinkarnációján, a számon tartott újraszületéseken (tibeti: tulku, mongol: kubilgán öröklési rend) alapul.
A tibeti diaszpóra számos nyugati országban terjeszti a tibeti buddhizmust. Követőinek száma a becslések szerint tíz és húsz millió fő között van, amelynek egyik legjelesebb képviselője a Nobel-békedíjas 14. dalai láma (Tendzin Gyaco). A vallási élet tibeti központja Lhászában van. Itt található a legfőbb vallási vezető rezidenciája, a Potala palota. A Magyarországnál mintegy 25-ször nagyobb Tibet ma Kína egyik tartománya, az 1950-es évekbeli kínai annexió következményeként. A dalai láma 1959-ben történt kényszerű elmenekülése után Indiában hozta létre új központját, emigrációban.

## Története

### Korai időszak

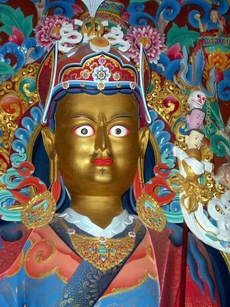
Padmaszambhava, a tibeti buddhizmus első iskolája, a Nyingmapa alapítója

A tibeti hagyomány szerint az Om mani padme hum mantrát tartalmazó Kárandavjúha-szútra egy kincsesládában érkezett az égből, Lha Thothori Nyancen, a 28. tibeti király palotájának tetejére.
Vita tárgyát képezi ugyan, hogy Szongcen Gampo király (aki 650-ben hunyt el) milyen szinten foglalkozott a buddhizmussal, az azonban ismert, hogy a kínai Tang-dinasztiába tartozó, buddhista Vencseng hercegnőt vette feleségül. A hercegnő magával vitt egy Sakjamuni Buddha-szobrot Tibetbe. Tibeti forrásokból ismert az a tény, hogy a király utódai közül sokan buzgó buddhistává váltak. Az is kiderül a szövegekből, hogy a kínai buddhisták jelentős misszionáriusi aktivitást végeztek Tibetben. Az indiai buddhistákkal ellentétben a kínai hittérítőket uralkodójuk nem támogatta.
A tibeti legenda hagyománya szerint Szongcen Gampo egy nepáli buddhista hercegnőt (Bhrikuti) is feleségül vett, és a 8. század második felére már úgy tekintettek rá, mint Avalókitésvara bódhiszattva megtestesülésére.
Szongcen Gampo utódai kevésbé voltak lelkesek a buddhizmus terjesztésében, azonban Triszong Decen király (755-797, a „tibeti Asóka”) már államvallássá tette azt. Ő építette az első kolostorokat is Tibetben, többek között a jelentős szamjei buddhista kolostort is. Indiából buddhista tudósokat hivatott az udvarába, ezzel biztosítva, hogy a tibeti buddhizmus az indiai irányzatokat kövesse a kínaival szemben. Az ő korában érkezett Tibetbe Sántaraksita, jógácsára-szvátantrika-madhjamaka filozófus, aki az észak-indiai egyetemi tradíciókat képviselte, és tanítványa Kamalasíla is. Sántaraksita később visszautazott Indiába, mivel túl nehéznek találta a rászabott feladatot. Őt a híres tantrikus misztikus, Padmaszambhava követte, aki rendkívüli jelentőségű szövegeket írt (termák = „ami elveszett”), melyek közül néhányat elrejtett, hogy csak későbbi ún. tertönök (megtalálók) találják meg azokat. Padmaszambhava később a Tibetbe visszatért Sántaraksitával együtt alapította meg a nyingma iskolát.
Innentől a tibeti buddhizmus története jól ismert. Már ekkor érezhető volt a déli Pála-dinasztiából érkező tudósok hatása, bár ekkor még nem volt biztos, melyik irányzat ereszt igazán gyökeret az országban. A két versengő ág Szongcen Gampo két felesége (az egyik a nepáli és indiai hagyományokat, a másik a kínai csan buddhizmust képviselte) óta erős viszályt alakított ki az országban. A Szamje kolostorban vitasorozatot tartottak, amit az indiai irányzat Kamalasíla guru vezetésével megnyert a kínai csan-buddhista Ho Sang mahájána tanaival szemben. Kamalasíla a buddhaság fokozatos elérését hirdette, Ho Sang az azonnali megvilágosodás lehetőségét is lehetségesnek tartotta. Ho Sang vereségével a kínai eredetű iskola sem tűnt el teljesen a tibeti hagyományokból (a nyingma iskola dzogcsen tanításai). A tibeti írás is ekkor alakult ki a buddhista szövegek lejegyzése érdekében, ami elősegítette a nép civilizációs és kulturális fejlődését.
Az indiai iskola győzelmével lehetővé vált az egységes tibeti buddhista kánon kialakítása. A tudósok mahájánát és a vadzsrajánát egy közös rendszerbe gyúrták, amely végül az egész tibeti buddhizmusra jellemző lett. Szútra-tanításuk középpontjában a 4. századi jógácsára iskola szövege, az Abhiszamajálankára volt.
A harmadik legfőbb hatást a Kasmírból érkező szarvásztiváda, illetve Hotan jelentette. Bár ezek nem tudtak tartósan megmaradni az országban, szövegeik megmaradtak a tibeti buddhista kánonban, és ma a hínajána buddhizmus elsődleges forrásaiként szolgálnak. Ebből az iskolából fejlődött ki a múlaszarvásztiváda szekta, amelyből később kialakult a tibeti vinaja (a szerzetesek magaviseleti szabályzata). Ennek követését királyi rendelet írta elő, tehát ekkor még a kolostori hagyományok nem voltak olyan sokrétűek, mint akár egy fél évezreddel később.

### Későbbi időszak

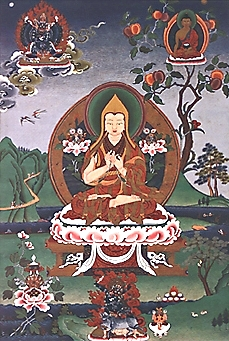
Dzse Congkapa (Tsong-kha-pa) Khedrub Dzse (Mkhas-'grub) ötödik látomásában

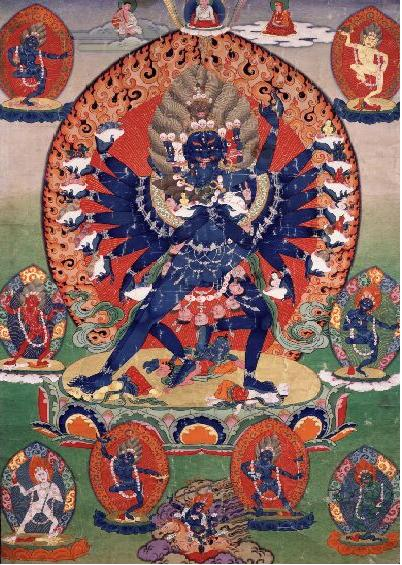
Hévadzsra, a víz elem haragos megtestesülése

A buddhizmus már a kezdetektől versengett a Tibetben őshonos bon (vagy bön) vallással, melyet erőteljesen támogatott a helyi arisztokrácia is. A bon virágkorát Ralpacsen király (817–836) idején élte. A hatalmat tőle elragadó Langdarma (838–842) olyan kegyetlen hadjáratot indított a buddhizmus ellen, hogy az gyakorlatilag eltűnt Tibetből. Miután Langdarmát egy buddhista szerzetes meggyilkolta, két évszázadig anarchikus viszonyok uralkodtak az országban. Az egymással versengő fejedelmek betiltották a buddhizmust, a templomokat meggyalázták, a könyvtárakat lerombolták, a szerzeteseket a bon átvételére kényszerítették. Ekkor terjedt el a tantrikus, orgiákkal és szélsőséges kicsapongásokkal tarkított szerzetesi életforma is.
A 10. században indult útjára a buddhizmus második terjedése, amikor Jese-Ö (Je-sez-'od) 970-ben 21 fiatalt küldött Indiába a buddhizmus tanulmányozására, köztük Rincsen Szangpót (985–1055), aki nagy mennyiségű buddhista szöveg lefordításával látott hozzá a buddhista tanok újbóli elterjesztéséhez. Ezen felül számtalan kolostort építtetett. Indiából szútrákat és tantrákat hozott magával, rengeteget fordított és templomokat, kolostorokat alapított. 1012-ben a Tibet középső részére, a ma Nepálhoz tartozó területre költözött szerzetesek megalapították a Gyal Lukla kolostort, ahol hatalmas mennyiségű szöveget fordítottak szanszkritról tibeti nyelvre. A fordításoknak köszönhetően maradtak fenn napjainkig a buddhizmus különféle ágainak forrásanyagai. A fordításban használt szakkifejezéseket még 825-ben szabványosították, amely elősegítette, hogy a fordítások irodalmi szintre fejlődjenek. Nagy mennyiségű indiai szöveg érkezett ekkor Tibetbe, amelyek közül soknak az eredeti nyelvű változata már nem is létezik, csupán tibeti fordításban. Más neves tanítókat is hívattak Indiából. 1042-ben érkezett Atísa a nyugat-tibeti király meghívására, aki őrizte még a buddhista hagyományokat. Az ő megérkezésétől számítják a buddhizmus második elterjedését Tibetben. Atísa egyik értekezésének szövege, a Bódhipathapradípa (A megvilágosodáshoz vezető ösvény lámpása) lett az alapja az első tibeti rendnek, amely a kadam (i. t.: bKa'-gdams) nevet kapta.
Atísa beavatta Rincsent és tanítványait, köztük Dromtönt (brom-szton) a mélyebb ismeretekbe, egyúttal a buddhizmus megreformálásába kezdett, aminek során visszaállították a szerzetesi nőtlenséget, illetve az erkölcsös életmódot, az aszkézist és a meditációk tisztaságát. Ekkor nőtt meg a guru szerepe (tibeti: láma, vagy irodalmi tibeti: bla-ma) a vallásban. Az így megreformált iskolát Erényeseknek nevezték, ez volt az alapja a későbbi gelug (i. t.: Dge-lugs-pa) iskolának. A szerzeteseknek más csoportjai azonban nem követték Atísa reformjait, maradtak az ősi szertartásoknál és szerzetesi életmódnál, ők az Ősiek, azaz nyingma (i. t.: rnying-ma-pa) iskola hívei. Az indiai egyetemek a jóga-uttara, illetve a jogíni tantrák tanításaival is megismertette a tibetieket, azonban ezeket Atísa mint szimbolikus tanításokat ismertette a buddhista szerzeteseknek, mivel erős szexuális tartalmuk miatt veszélyeztetve látta a szerzetesi rendek erkölcsiségét.

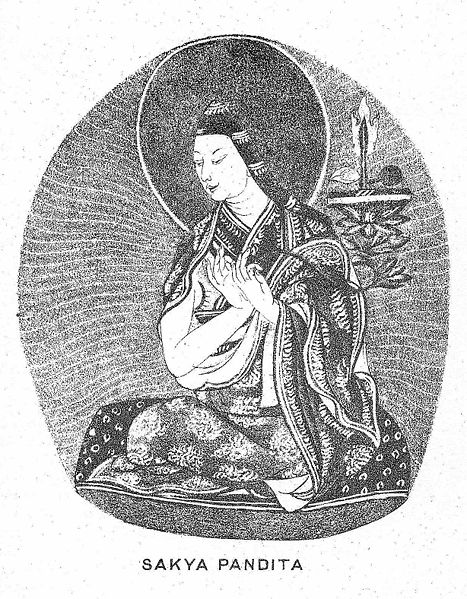
Szakja Pandita

A bon vallás sem szűnt meg a térségben, sőt bizonyos mértékű versengés alakult ki a két vallás között ebben az időszakban. Az ősi szövegeket mind a buddhista, mind a bon szerzetesek párhuzamosan, sokszor egyazon kolostorban fordították, jegyzetelték. Ez is elősegítette, hogy a vallások között bizonyos mértékű keveredés volt megfigyelhető.
A 11. és a 14. század közötti időszakban tibeti szerzetesek bejárták Indiát, Nepált, Kasmírt, hogy neves tanítók útmutatásainak segítségével a tantrikus buddhista tudás beavatottjává váljanak. Így váltak híressé Náropa, Marpa és Milarepa guruk is, akiknek köszönhetően a tibeti buddhizmus elnyerte mai alakját. Marpa Indiában közvetlenül kért beavatást Nárópa mahásziddhától, hazaérkezése után tanítványokat gyűjtött maga köré, köztük Milarepát (1040–1123), a híres költőt és dalszerzőt. Az ő egyik tanítványa, Gampópa (1079–1153) alapította a kagyü rendet (i. t.: bKa'-rgyud, vörös sapkások).
Az egyik legjelentősebb vallásújító Congkapa (i. t.: Cong-kha-pa, ill. Loszang Trakpa) (1359–1419) volt, aki Atísa útmutatásait követve jelentős reformokat hajtott végre a szerzetesi szabályok terén. A reformok célja a kadam tisztaságának visszaállítása volt, ezért megtiltotta a tisztségek öröklődését, megszüntette azokat a gyakorlatokat, amiknek nem volt előzménye indiai forrásokban, visszaállította a szerzetesi nőtlenséget. Kolostorokat alapított, amelyek az új rend (gelug) első bázisai lettek. Ahogy a többi rendnél is szokás volt, a rendfőnököket saját reinkarnációi követték a vezető poszton. Congkapa egyik tanítványának (Gedun Trupa) harmadik utóda, Szönam Gyaco a mongol nagykántól a dalai (óceán) láma (tanító, guru) nevet kapta, bár a renden belül csak 1578-ban vette fel a dalai láma címet. A mongol illetőségű negyedik dalai láma kinevezésével sikerült elérni, hogy a mongol buddhisták a gelug rend hívei legyenek. Az ötödik dalai láma (1617–1682) idején lett vezető iskola a gelug (az addig vezető karma rend hatalmának megszerzésével már nemcsak vallási, hanem politikai vezető szerepet kapott) – az ezt az iskolát követő dalai láma is ettől az időszaktól lett Tibet vallási és politikai vezetője. A dalai lámát tekintik az együttérzés bódhiszattvája megtestesítőjének (szanszkrit: Avalókitésvara, tibeti: Csenrezig).
A 19. században kialakult a rimé (irodalmi tibeti: „ris-med”) mozgalom, amely azt tűzte ki célul, hogy az indiai források nagyobb figyelmet kapjanak a kolostorokban és azok oktatási programjaiban. Dzsamjang Khjence (1820–1892) és Mipam (1841–1912) voltak a mozgalom főbb alakjai, akik azt tartották, hogy a valóság csakugyan létezik, de általunk fel nem fogható, ezért az értelmes párbeszédnek és vitáknak, valamint az egymás közötti nézeteltéréseknek nincs kitüntetett jelentősége. Ez az úgynevezett zsetong álláspont, aminek iskoláit, a dzsonang iskolákat a gelug rend a 17. században felszámolta, iratait megsemmisítette.
A tibeti buddhizmus nagy hatással volt a közép-ázsiai térség vallási életére a 11. századtól, főleg Mongóliában és Mandzsúriában. A mongol Jüan-dinasztia és a mandzsúriai Csing-dinasztia államvallássá tette a buddhizmust, miközben Tibet többször áldozatul esett a két ország hatalmi törekvéseinek. 1950-ig képes volt megőrizni függetlenségét, ekkor azonban a kínai megszállás után elvesztette azt, és Kína egyik tartománya lett. 1959-ben a dalai láma az elnyomás elől Indiába menekült. Bár 1966 és 1979 között nemcsak a vallás, hanem a tibeti népviselet is tiltott volt, azóta az ezredfordulóig eltelt időszakban szigorú szabályok között, de engedélyezték a korlátozott vallásgyakorlást.

## Buddhaság

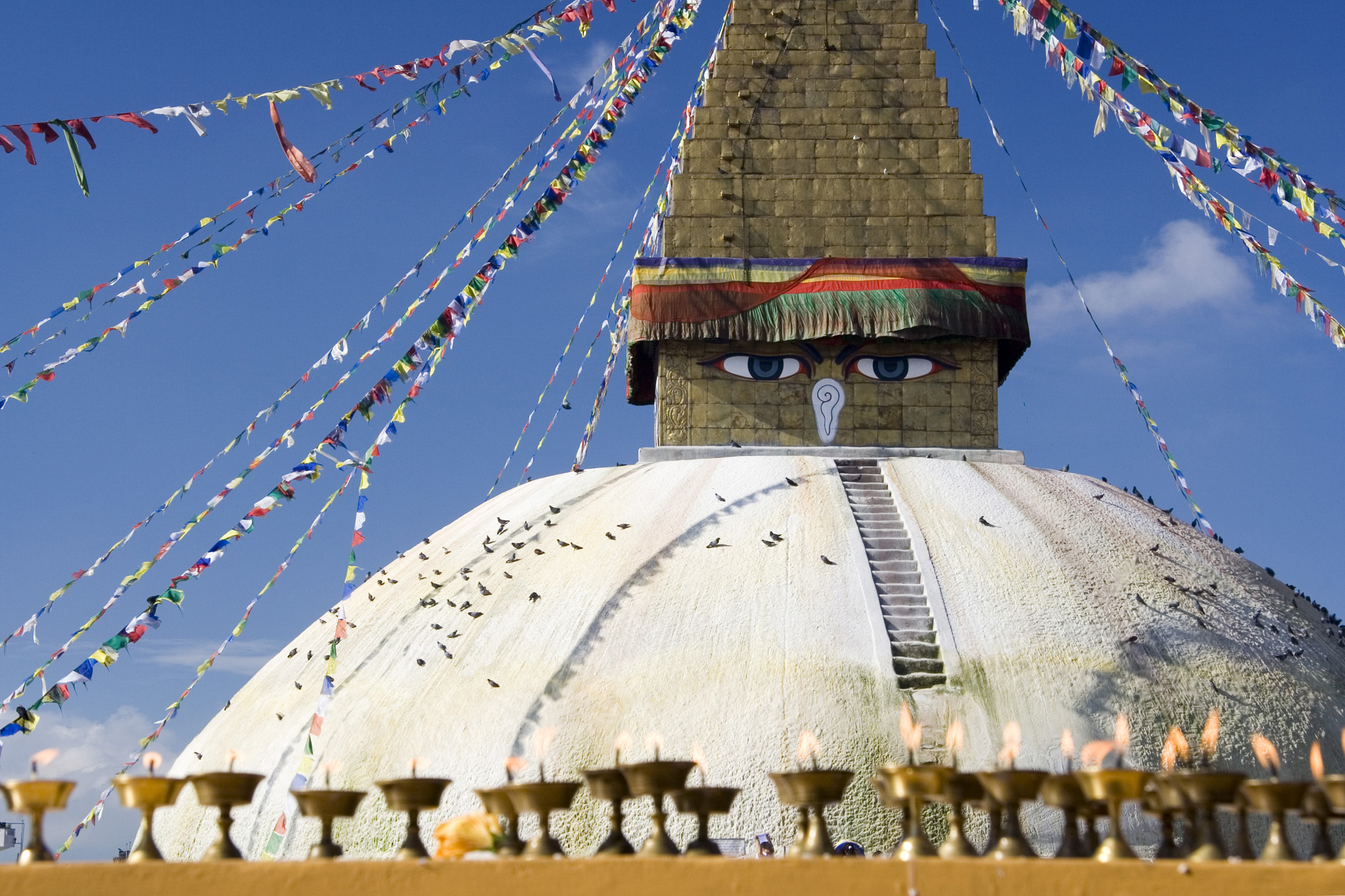
Baudhanáth sztúpa, Katmandu, Nepál. A sztúpa a Buddha tudatát szimbolizálja

A tibeti buddhizmus magába foglalja a buddhizmus három úgynevezett „járművének” (vagy „szekerének”, jána) tanításait: hínajána, mahájána és vadzsrajána. A mahájána spirituális fejlődésének célja, hogy elérje a buddhaság megvilágosodási szintjét (bódhi), mesterei szerint ez az ág tud a leghatékonyabban segíteni az összes érző lénynek abban, hogy elérjék ugyanezt a szintet.  Ebben a motivációt a megvilágosodás bódhicsitta tudata jelenti, amely a minden érző lény javára történő megvilágosodás szándékának a tudata. A bódhiszattvák nagy becsben álló személyek, akik letették a bódhiszattvafogadalmat azért, hogy az életüket a bódhicsittával együtt az élőlények javára szenteljék, ennek érdekében késleltetik saját belépésüket a nirvánába. A tibeti buddhizmus megtanítja azokat a módszereket, amelyek segítségével a buddhaság állapota gyorsabban elérhető azáltal, hogy a mahájána buddhizmus módszerei mellé beleveszik a vadzsrajána utat is. Ez az indiai saktizmus és a szexualitást központi elemként a gyakorlatokba beépítő "balkezes" tantrizmus egyfajta szintézisének is tekinthető.
A buddhaság a felszabadulást vagy a mindentudást gátló tényezőktől való megszabadulás állapotát jelenti. Amikor a buddhaságban valaki megszabadult a mentális gátló tényezőktől, elér egy folytonos boldogsági állapotot, amely keveredik egyidejűleg egy ürességtudattal, az igazság valódi természetével. Ebben az állapotban minden korlátozó tényező elhárul a gyakorló szellem elől annak érdekében, hogy más érző lényeken segíthessen. 
A „buddha” kifejezés olyan lényt jelöl, aki elérte a megvilágosodást, és már megszabadult a halál és újjászületések folyamatosan ismétlődő ciklusától. Így nem egy buddha létezik, hanem sok. A legtöbbjük az örök abszolútban nyilvánul meg, amely túl van téren és időn. Ezek a „transzcendentális Buddhák”, akik a különféle közbenső virágok (paradicsomok) fölött uralkodnak. Vannak lények, akik elértek egy adott szintet és már közelednek a megvilágosodás felé, de vannak még megnyilvánulásai, amelyek megjelennek a temporális világban, és megtestesülésük során képesek másoknak megmutatni az utat a végső megszabadulás felé (manusi buddhák, a történelmi Buddha, Gautama Sziddhárta is ebbe a csoportba tartozik). Ezt azonban nem úgy teszik, hogy csodatévő erejükkel befolyásolják az emberek életét, hanem mint tanítók járnak követőik előtt, olyan mesterek, akik megállapítják a törvényt (dharma) és példaként szolgálnak mindazok számára, akik készek követni a buddhista utat.
A buddhista tanítások szerint számtalan lény érte már el a buddhaság szintjét. Buddhák spontánul, természetesen és folyamatosan tevékenykednek minden érző lény javára. A buddhisták úgy tartják, hogy az érző lények karmája azonban behatárolja azt, hogy a buddhák mennyire tudnak segíteni nekik, így annak ellenére, hogy a buddhák rendelkeznek a segítés képességével, az érző lények továbbra is szenvedéseken mennek keresztül, mivel saját magukat korlátozzák negatív cselekedeteikkel. 
Bizonyos buddhák – egyes tibeti iskolák szerint – háttérbe szorítottak másokat, illetve azt az elképzelést, hogy a buddhaság állapota csak fokozatos átmenetek során érhető el. Kialakult egy legfelsőbb lény, az ős-buddha (Ádi Buddha), aki öröktől fogva létezik, és imádságával és meditációjával újabb buddhákat (úgynevezett dhjáni-buddhákat, meditációs buddhákat) hozott létre (ötöt, akik tantrikus vonatkozásban az öt dzsina mandalájában is szerepelnek). A meditációs buddhák, meditálásuk során, alkotóikhoz hasonlatosan eszményien tökéletes lényeket, meditációs (dhjáni)-bodhiszattvákat hoznak létre, akik az élőlények megszabadulásáért dolgoznak itt a földön. Az ember-buddhák (manusi-buddhák), mint amilyen Gautama Sziddhártha, a történelmi Buddha is volt, a dhjáni-buddhák földi kivetülései. Nepálban alakult ki az a gyakorlat, hogy az újjászületési vonalat egyben nevesítették is.

| Kategória           | Szanszkrit név | Tibeti név   | Újjászületése                 |
| ------------------- | -------------- | ------------ | ----------------------------- |
| Dhjáni-buddha       | Amitábha       | Ö-pa-me      | Pancsen lámaként inkarnálódik |
| Dhjáni-bódhiszattva | Avalókitésvara | Csenrezig    | Dalai lámaként inkarnálódik   |
| Manusi-buddha       | Sákjamuni      | Szakja-Thupa | A történelmi Buddha           |

## Szent iratok és tantrák

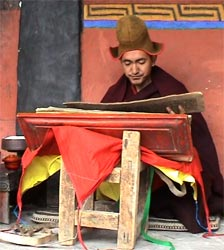
Gese Koncsog Vangdu buddhista szerzetes mahájána szútrákat olvas a Kandzsúr, régi fatáblákra vésett másolatairól

A tibeti buddhizmus szent iratai két fő gyűjteményen alapulnak, amelyet 14. században rendszerezett Butön Rincsendrup (1290–1364), aki a nartang-kolostorban évszázadokra visszatekintő munkát fejezett be. Mivel nem létezett az indiai mahájána buddhizmus gyökerein alapuló rendszerezett kánon, amibe a számtalan, Tibetbe menekített anyagot beilleszthették volna, kialakítottak egy, csak a tibeti buddhizmusra jellemző rendezési elvet. Ez jelentősen eltért az indiai iskolák Tipitakájának szerkezetétől: két részre választották a szövegeket, az egyik, amiről úgy vélték, Buddha valós szavai, ez a Kandzsúr („Buddha kinyilatkoztatásának fordítása”, tantrákat és szútrákat tartalmaz; a hagyomány szerint egyes fejezetei Buddhától származnak), a másik a Tandzsúr („Lefordított értekezések” a Kandzsúrhoz írt kommentárokat, jegyzeteket foglalja magába). A Kandzsúr tovább is felosztható: Vinája, Tökéletes bölcsesség szútrái, egyéb mahájána szútrák és tantrák. A Tandzsúr a mahájána és egyéb sásztrákat és értekezéseket, illetve az abhidarmát taglaló szövegeket gyűjti egybe.
E két gyűjtemény alkotja a tibeti buddhista kánon alapjait. Természetesen a kolostorokban működő iskolák szerzetesei a nagy tanítók és a lámák évszázadok óta kiegészítik ezeket a tanításokat, ám szentségük miatt megváltoztatni nem akarták ezeket.
A Kandzsúr és a Tandzsúr szövegeinek többségét indiai (szanszkrit, prákrit) nyelveken írták, később fordították le ezeket tibetire, mivel a 7. századig nem létezett önálló tibeti írás. Ekkor Szongcen Gampo utasította szerzeteseket önálló írás megalkotására, ezzel az indiai dévanágari írás (bráhmi típusú abugida írásrendszer) a tibeti nyelv hangrendszeréhez igazított formája született meg.
A buddhista tanítások ezoterikus vonásait megtestesítő tantrák (ezekből a Kandzsúrban mintegy 450, a Tandzsúrban 2400 van) között sokat titkos nyelven írtak, amelyet csak beavatott mester, guru vagy láma adhat tovább a tanítványnak. A tantrák 4-5 csoportot alkotnak, a legnagyobb a krija-csoport, ez főként a mantrák varázserejével, betegségmegelőző és időjárás-befolyásoló hatásával foglalkozik. Néhány csoport az azonnali buddhává válás lehetőségeit taglalja (gyors módszer a tantrákon keresztül), míg más csoportok a végső valóság (buddha vairócsana) beazonosításához nyújt támpontokat (a nyolc Csárja-tantra). A 8. századi Jóga-tantra középpontjában a végtelen bölcsességet jelképező Mandzsusrí áll.
Jelentős szerepe van a tantrák között a rituális szexuális gyakorlatoknak is, amelyekben a férfi a könyörületes cselekvést, a nő a bölcsességet testesíti meg. A Jógini-tantráknak köszönhetően a női bodhiszattvák a 9-10. századtól fogva jelentős szerepet játszottak a tantrikus buddhizmus ekkori szakaszában.

## Általános gyakorlatok

### Átadás és megvalósítás

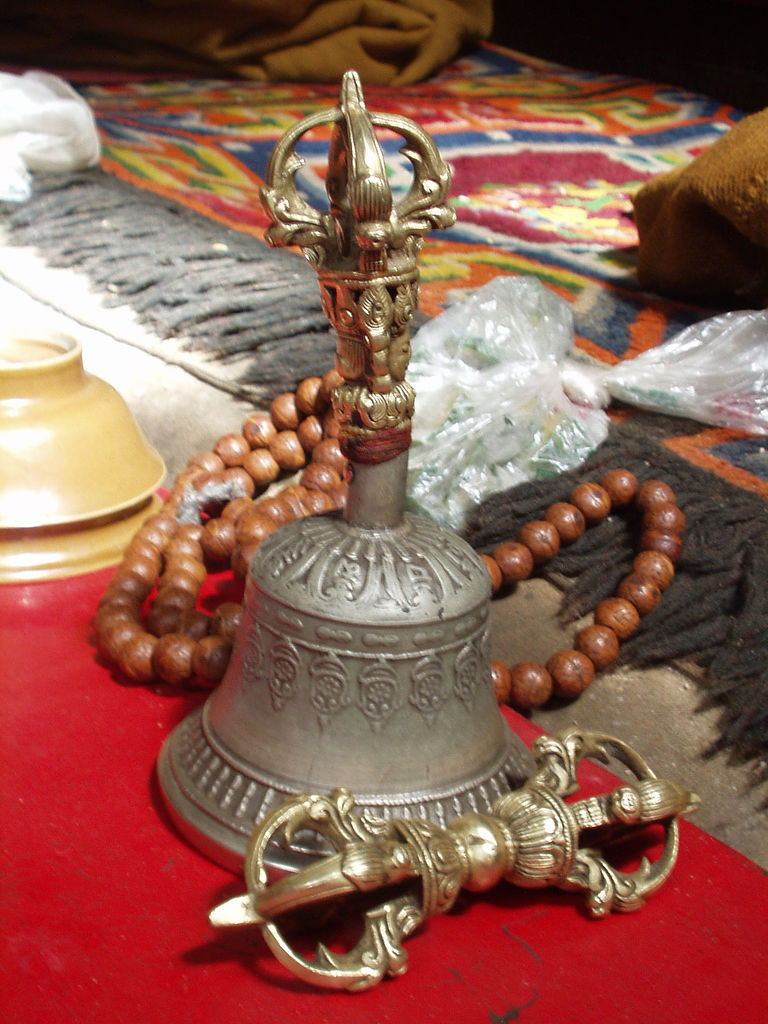
A három legfontosabb rituális tárgy, előtérben a vadzsra, majd a csengő és az olvasó

A tibeti buddhizmus egyik jellegzetessége, hogy a tanító, a guru, aki a tanítványt bevezeti a tanításokba, abszolút elsőbbséget élvez az emberi és az isteni létezők között. A mester a tanítvány egyéniségéhez szabottan alakítja ki tanítási módszerét, felfedezi a tanítvány védőistenét, és titkos mantrák átadásával vezeti be őt a tantrikus tudományokba, a tanítvány abszolút bízik mesterében.
Az Indiában, az i. e. 6. században kialakult buddhizmusban már a kezdetektől fogva a tanítások szájhagyomány útján való továbbadását tartották az elsődlegesnek. Így kerülték el azt, hogy a tanítás ne juthasson el arra méltatlan személyhez. Egy továbbadás meghallgatása után a hallgató képes lesz a gyakorlatok megvalósítására. A személy, akitől a tanítást hallja valaki, olyan személy kell legyen, aki annak a láncnak a része, amely egészen az eredeti elbeszélőtől indult: egy szútra esetében Buddha, avagy egy könyv esetében maga a szerző. Így az évszázadok során kialakultak az átadási vonalak. A megvalósítás előfeltétele, hogy a szóbeli vonal autentikus legyen.
A tanítások olvasása segítségül lehet azok megértésében, de nem helyettesítheti a közvetlen, szóbeli hagyományozást. Ha egy olyan személy olvassa fel valakinek a szöveget, akinek úgy adták tovább a tanítást, akkor a hallgató maga is a továbbadási vonal részesévé válik és nagyobb eséllyel fogja tudni a hallottakat megvalósítani. A szájhagyomány útján történő átadás hagyományosan kis csoportoknál alkalmazható, amely tarthat másodpercekig (egy mantra esetében) vagy hónapokig (például a tibeti kánon egy részlete esetében). Az átadás valójában hallás nélkül is megtörténhet, erre a hagyomány szerint volt már példa néhány híres mester, például Aszanga látomásában.

### Az elemző és a rögzítő elmélyedés

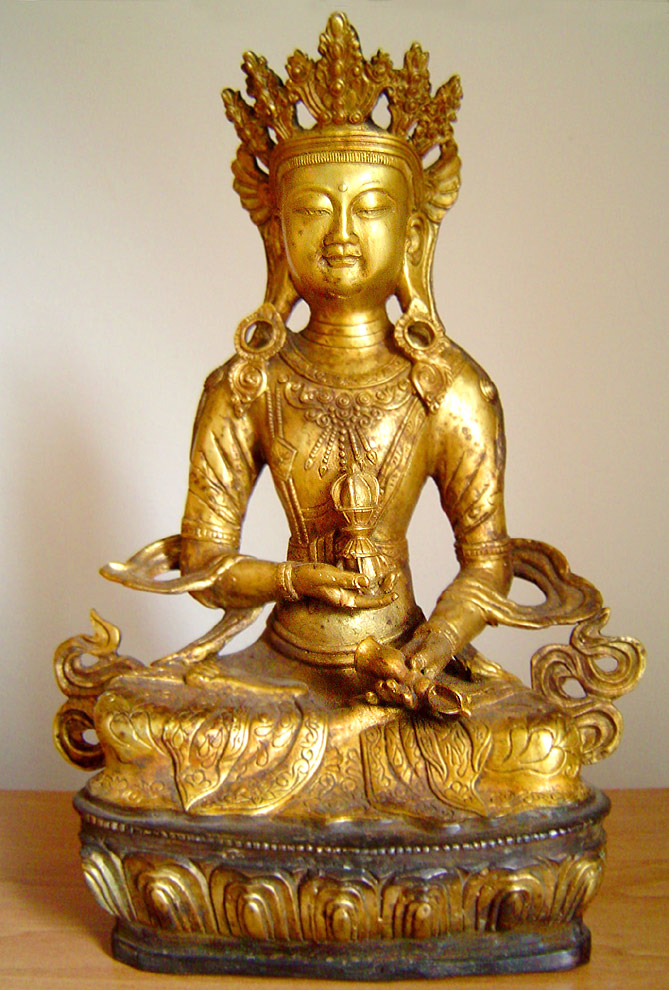
A vadzsrajána isteni alakja, Vadzsraszattva

Az átadáson alapuló spontán felismerés lehetséges, ám igen ritka. Általában szükség van az elemző elmélyedésre is, például ha végig gondoljuk, amit hallottunk. Némely hagyomány támogatja a kétségek felélesztését és az azokról való vitázást, mivel ez a folyamat részét képezheti.
Az elemző elmélyedés mellett azonban létezik egy más típusú elmélyedés is. Amikor az elemző elmélyedés minősége eléri a megfelelő szintet, akkor át kell váltania a rögzítő vagy összpontosító elmélyedésbe. Ezen elmélyedés során a tudat elegendő ideig rögzül a megvalósításban, hogy ahhoz hozzászokjon. Az elemző elmélyedés edzhető a logikával, a rögzítő elmélyedéshez azonban a nyugalomban maradás (Szamatha meditáció) szükséges. A legmélyebb szintű megvalósítás a buddhaság elérése.

### Legfőbb gyakorlatok és a vadzsrajána értelmezése
A buddhista szerzetesek meditálnak, jóga- és tantrikus lelkigyakorlatokat végeznek, mágikus szövegeket és mantrákat ismételgetnek – így végzik vallási tevékenységüket, amelyben különféle tárgyak és tevékenységek segíthetik őket. Használnak olvasókat (málá), imamalmokat, csengettyűt, a vadzsrát, illetve mágikus, meditatív képeket, úgynevezett mandalákat. A gyakorlatok egyik fajtája szerint, amint a szerzetes szert tesz az üresség megértésére, egy istenség jelenik meg számára, amelynek létezése rávetül a szerzetesre, így az az üresség része lesz. Hitük szerint aszkéta jógagyakorlataik segítségével mágikus tulajdonságokat nyernek, így hőt állíthatnak elő (tummo), levitációra lesznek képesek, holtakat keltenek életre azzal, hogy szellemüket azokba táplálják. Általában is elmondható, hogy tanításaik szerint képesek meghaladni a hétköznapi emberek által ismert természeti törvényeket.
A vadzsrajána a tibeti buddhizmus tanításai szerint a leggyorsabb módszer a buddhaság eléréséhez, azonban veszélyes is lehet a hozzá nem értő követők számára, ezért megfelelő útmutatásra van szükség egy tanítótól (láma vagy guru), aki megfelelően képzett a módszerek átadásához.
A legfőbb gyakorlatok (ngöndro) célja, hogy elindítsa a tanulót a helyes úton. Mivel a szútrajána időben megelőzte a vadzsrajánát Indiában, ezért a szútra-gyakorlatok a legfontosabb tantrikus gyakorlatokat képezik. A legfőbb gyakorlatok közé tartozik minden szútrajána-cselekedet, amely erényt kölcsönöz, például tanítások meghallgatása, a leborulások, a felajánlások, az imák, a kedves cselekedetek és az együttérzés. Mégis, az összes gyakorlat közül a megvilágosodáshoz vezető út három fő állomásán való meditáció a legfontosabb:
- A lemondás;
- Az emberséges bódhicsitta kívánság a megvilágosodás eléréséhez;
- Az ürességet megvalósító bölcsesség.

Pabongka rinpocse (Pabongka Decsen Nyingpo) szerint a vadzsrajána útja e három gyakorlat nélkül a követői számára olyan, mint egy kisgyermek számára lovagolni egy betöretlen lovon.

## Iskolák

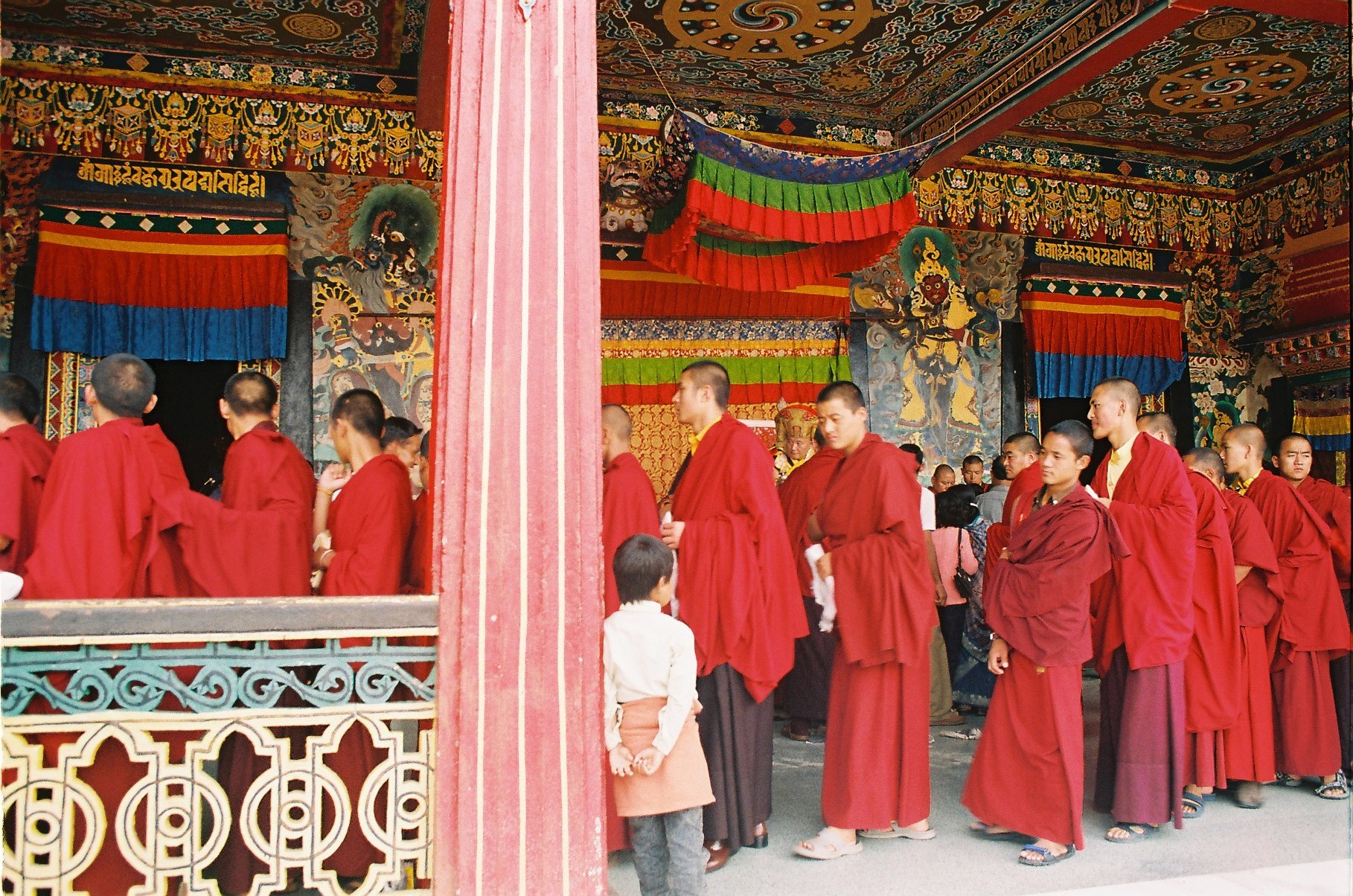
Tibeti buddhista szerzetesek a Rumtek kolostorban, Szikkim

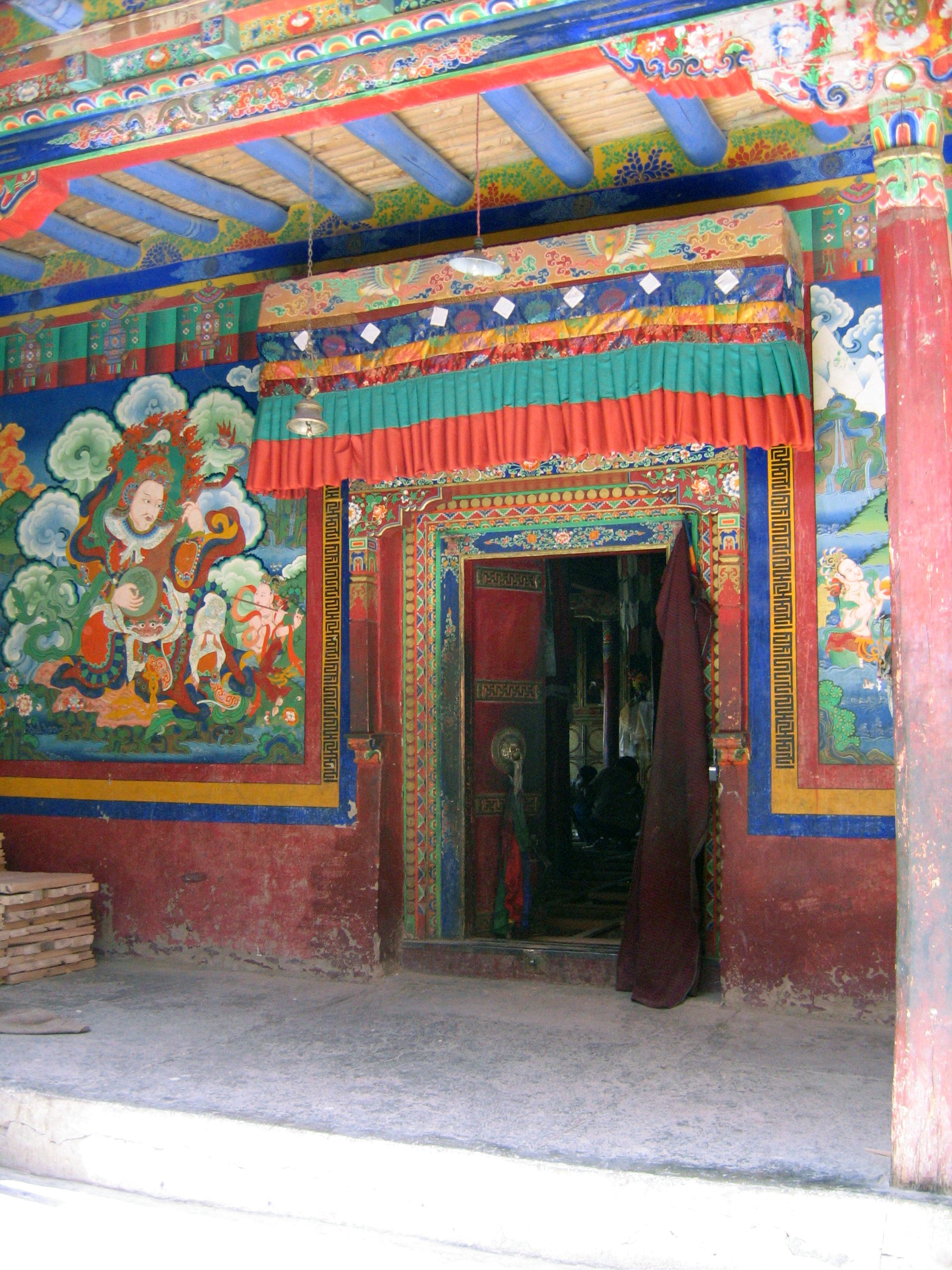
A Lamajuru kolostor

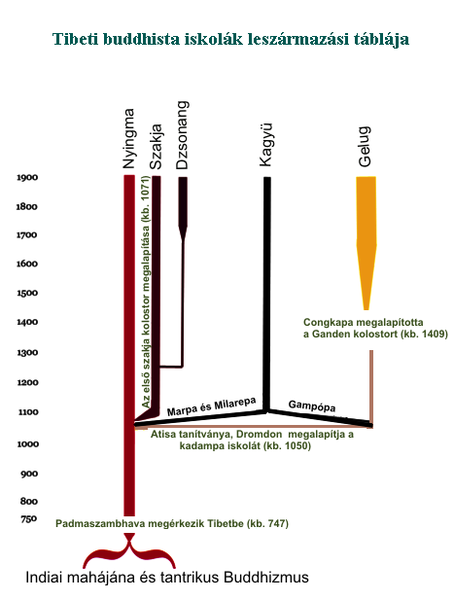
A tibeti buddhista irányzatok ábrázolása

Amikor a 10. században, az addig politikailag széttöredezett Tibet visszanyerte stabilitását, megjelentek a buddhizmuson belül a csak Tibetre jellemző iskolák, vagy hagyományozási módok. Ezek nem annyira tanításaikban, mint a buddhista hagyományok átadásának módjában különböznek egymástól. Az első iskola a kadampa volt, és Dromdon, a tibetiek által rendkívüli tiszteletnek örvendő Atísa (982–1054) tanítványa hozta létre. Ez az iskola a tantra meditatív rituáléit a mahájána buddhizmus filozófiai tanításával vegyítette. Később az iskola beolvadt a későbbi nagyobb hagyományokba, melyek a következők:
- Nyingma – Ez a legrégibb, az eredeti rend, amelyet Padmaszambháva és Sántaraksita alapított.[64] A szóbeli átadás fontosságán kívül elismerik a valamely neves vallási személy által, extázisban történt kinyilatkoztatásokat is, illetve az üldöztetések alatt elrejtett, majd később megtalált szent iratokat (termák, azaz rejtett kincsek) is. Tanaikat más iskolák három szekérbe sorolják: hínajána, mahájána és vadzsrajána. A nyingma azonban kilenc szekérre osztja fel ugyanezt: ezek közül a legmagasabb az atijóga vagy dzogcsen (“Nagy tökéletesség”).[65]
- Szakja – Ez az iskola testesíti meg az akadémiai hagyományt. A szakja trizin vezette hagyományt Khön Köncsog Gyalpo alapította, aki a nagy fordító Drogmi Locava Sákja Jese tanítványa volt. Egyik legismertebb alakja Szakja Pandita (1182–1251) volt. Központja a Szakja-kolostor. Első kolostoruk 1073-ban épült, szerzetesei házasodhattak.[66] Önálló tantrikus hagyományokkal rendelkeznek, amelyeket csak ez a vonal gyakorol. Ezek a Lam-Dre tanok, („Az út és gyümölcse”), ezeket csak egészében lehet továbbadni. A tanulás fokozatainak állomásai: a Nang Szum, a három szemléleti mód (tisztátalan, tapasztalati és tiszta) és a Gyud Szum, a háromszoros tantra, melynek célja a Mahámudrá megvalósítása.[64]
- Kagyü – vagy karma-kagyü vonal. Nyugaton az egyik legelterjedtebb tibeti buddhista vonal, hazánkban is több iskolája van. Drokmi tanítványa Marpa Locava (1012–1096) Indiában kapta meg a beavatást a tantrikus buddhizmusba, tanítványa Milarepa (1040–1123) a tantrikus mahámudrá [* 3] technikáját tanította. Ez egy szájról szájra átadott hagyományvonal, amely az elmélyedés kísérleti dimenzióval foglalkozik leginkább. A hagyomány szerint az üresség közvetlen ismételt megtapasztalása juttathatja el a tanítványt a megvilágosodáshoz. Milarepa tanítványa Gampópa a kadampa fegyelmét a mahámudrá-hagyomány tanításaival ötvözte, valójában ekkor alakult ki a kagyü-iskola is. Egy nagy és egy kis szektából áll. Az első a dagpo kagyü, amely azokat a kagyü iskolákat tartalmazza, amelyek az indiai Náropa, Marpa, Milarepa és Gampópa vonalon terjedtek és négy nagyobb alszektát: a Karmapa vezette karma kagyü, a calpa kagyü, a barom kagyü és a pagtru kagyü. Ezen kívül nyolc alszekta is létezik, melyek mindegyike a pagtru kagyüből ered. Az egykor homályos sangpa kagyü, amelyet a 20. században Kalu Rinpocse ismertetett meg a nyugattal, az indiai Náropa mestertől eredeztethető.[64]
- Gelug – A rendet a 14. és a 15. század között alapította Congkapa, aki rendszerezte és egyfajta hierarchiát állított fel a különféle buddhista tanítások és szerzetesrendek között. Eredetileg egy reformmozgalomnak indult. Ez a hagyomány elsősorban a logikus érvelésre helyezi a hangsúlyt, és a mahájána buddhizmus filozófiai megközelítése révén, a mahájána szövegeinek elmélyült tanulmányozásával kerülnek a tanítványok közelebb a tantrikus gyakorlatokhoz. Spirituális vezetője a ganden tripa, illetve ideiglenes vezetője a dalai láma. Az 1600-as években a gelug vonal vált Tibet vezető vallási és politikai hatalmává, az országot a kolostorokban élő lámák vezették. Egymást követő dalai lámák uralkodtak Tibetben a 17. század közepétől a 20. század közepéig.[64]

Ezeket a legfőbb iskolákat tekintik gyakran együtt a Régi fordítás és az Új fordítás hagyományának. Ez a megkülönböztetés azon alapul, hogy míg az új iskolák az Indiából hozott tantrikus szövegek fordításaira alapozták tanaikat, addig a régiek, a nyingma követői, Padmaszambhava által összegyűjtött tanításokra építettek. Az új iskolák azonban nem tartották ezek többségét hitelesnek, ezért nem is engedték belefoglalni ezeket az autentikusnak tekintett tibeti kánonba, a Kandzsúrba. Helyette a Régiek tantrikus gyüjteménye, a Nyingma Gyübum tartalmazza ezeket.
Bizonyos sapkák színe alapján is szokás megkülönböztetni az iskolákat a következők szerint:
| Nyingma       | Kagyü       | Szakja      | Gelug       |
| ------------- | ----------- | ----------- | ----------- |
| Régi fordítás | Új fordítás | Új fordítás | Új fordítás |
| Vörös sapka   | Vörös sapka | Vörös sapka | Sárga sapka |

- Dzsonang – ezt a szakja ágaként kifejlődött iskolát a 17. században elnyomta a rivális gelugpa iskola. Később a dzsonang iskola újból életre kelt és olyan központokat hoztak létre, amelyek aktívak maradtak a mai napig. Ma mintegy 5000 dzsonang szerzetes és apáca gyakorolja a buddhizmust dzsonang kolostorokban.[67] A dzsonang hagyományt nemrég hivatalosan is bejegyezte a száműzetésben lévő tibeti kormány, mint a tibeti buddhizmus ötödik élő buddhista hagyományát. A 14. dalai láma a mongol Dzsepcundamba Kutuktut (akit Taranatha reinkarnációjának tartanak) jelölte ki a dzsonang hagyomány vezetőjének.[68]

## Szerzetesség

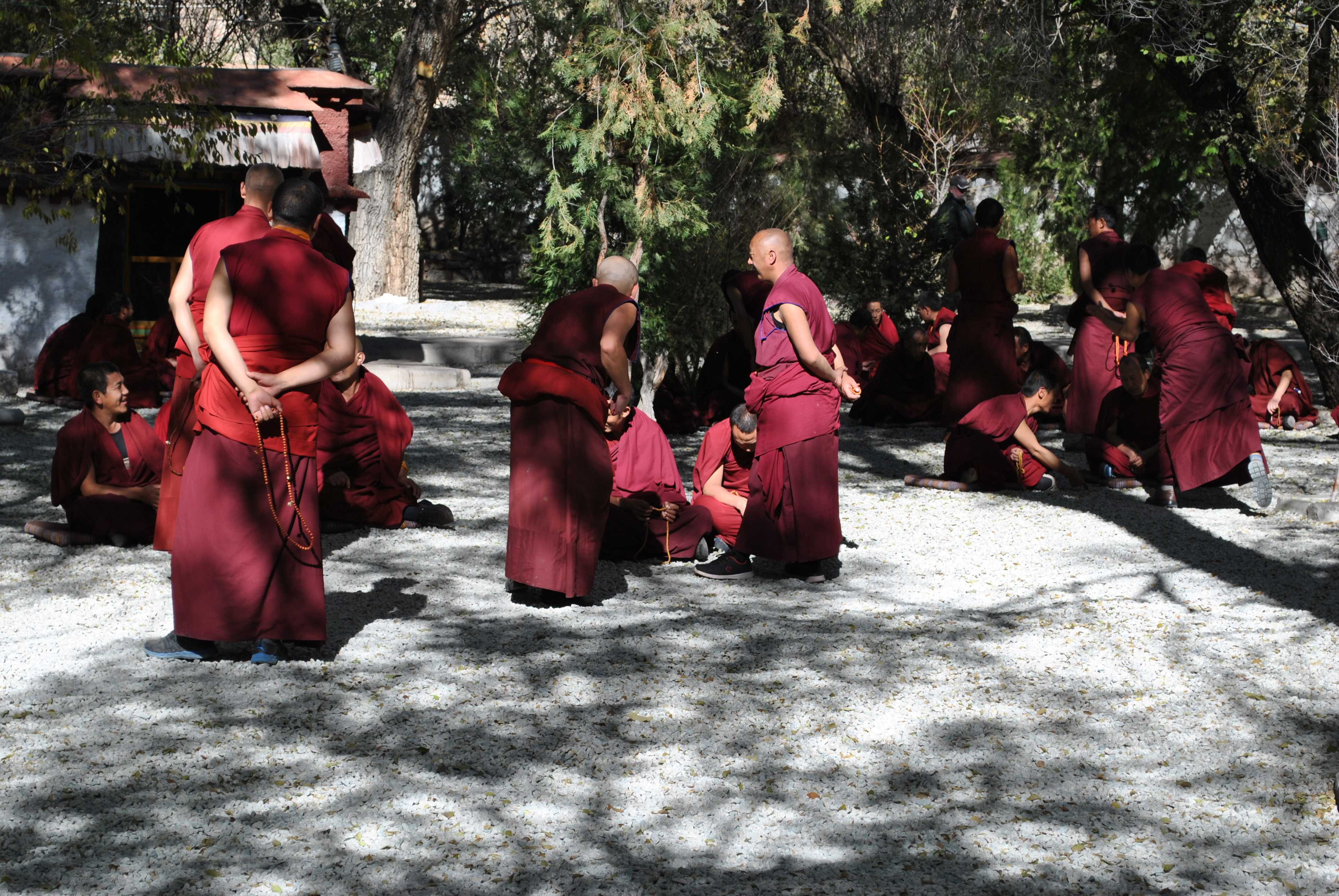
Szerzetesek a tibeti Szera kolostorban

Annak ellenére, hogy számos világi jógi létezett Tibetben,  a tibeti buddhizmus megalapítója és terjesztője  a szerzetesség volt. A szerzetesség, és a kolostorok jelentőségét növeli az a tény, hogy a lakosság nem vesz részt kollektív istentiszteleten, ez a privilégium csak a kolostorokban összegyűlt szerzeteseket illeti meg. Volt időszak a tibeti buddhizmus története során, amikor több mint 6000 kolostor létezett Tibetben, ám szinte az összeset kifosztották és lerombolták a kínai kulturális forradalom vörösgárdistái. Mára a legnagyobbak többségét részben felújították, de továbbra is rengeteg áll romokban.
A kolostorokban nem ritkán több ezer szerzetes él, megélhetésüket a nép adományai és régebben uralkodói, ma inkább szponzori támogatások biztosítják. Szigorú életviteli szabályok (vinája, amelyet maga Buddha alapozott meg) betartása mellett tantrikus szertartásokat végeznek. A szerzetesi életmód tiltja az alkoholfogyasztást, az élőlények elpusztítását, és egyes iskolákban kötelező a teljes cölibátus is. A szerzetesek szabadon elhagyhatják kolostoraikat, majd oda visszatérhetnek, ha meggondolták magukat, miután civilként éltek. A kolostorokban folyó oktatásnak még ma is lényegesen nagyobb tekintélye van, mint a világi iskoláknak. A fokozatokat elért szerzetesek pszichológiát, filozófiát, logikát tanulnak, sokan ősi iratok fordításával és tanulmányozásával foglalkoznak, vagy nyomtatásra szolgáló fadúcokat faragnak az ősi módszerek szerint. Az oktatás kiterjed a festészetre, az asztrológiára, de az orvoslás és a szertartástan is a tanítás részét képezi. Sokan halotti szertartásokat végeznek a nép körében. A kolostorok nemcsak az elmélyülés színhelyei vagy iskolák, hanem társadalmi, politikai közintézmények, gazdasági komplexumok is voltak. Működhet bennük elemi iskola, egyetem, kórház, múzeum, templom, könyvtár, de bank, idős otthon, árvaház és krematórium is. 
A tibeti szerzetesek mintegy 5%-a nő, akik a számukra elkülönített kolostorokban élnek. Érdekesség, hogy a sós vizű Jamdok-tó partján fekvő Nakarce falu férfikolostorának hagyományosan női apátja van.
Az 1920-as években Mongóliában a férfi lakosság mintegy egyharmada szerzetes volt, jóllehet sokan közülük nem kolostorban éltek. A 20. század elejére közel 750 kolostor működött az országban. Ezeket a kolostorokat a kommunista uralom idején nagyban lecsupaszították, azonban sokat közülük feltámasztottak a kommunizmus összezuhanása utáni időszakban. A 2000-es évek elején az ulánbátori Gandan-kolostor volt az egyetlen működő buddhista kolostor; ezt eredetileg 1938-ban bezárták, majd 1944-ben újra megnyitották. Mintegy 400 szerzetesnek ad otthont. Fokozatosan új kolostorokat újítanak fel, amelyek lassan megtelnek szerzetesekkel.

### Speciális tanulási módszerek a tibeti kolostorokban

#### Vitázás
A szerzetesek buddhista tanokról szóló vitázási gyakorlata a tanulás folyamatának részét képezi a Szera kolostor főiskoláin. Ezáltal jobban elsajátítják a buddhista filozófia megértését, és magasabb szinten tudják folytatni tanulmányaikat. Erről a gesztusokkal kiegészített vitázási hagyományról úgy tartják, hogy a Szera kolostor sajátossága. Látogatók is meg szokták hallgatni a vitákat, amelyeket meghatározott menetrend szerint szoktak tartani, minden nap a kolostor 'vitaudvarán'.

#### Eljárások és szabályok
A szerzetesek a tanáraik előtt vitáznak, és a kérdező és a válaszoló is betartja az alaposan kidolgozott szabályokat és eljárásokat. Az ehhez hasonló vitázások hagyománya az ősi indiai ‘Hindu ortodoxiában’ keresendő, amely aztán átszállt a tibeti hagyományokba is a 8. század környékén. A vitagyakorlatok a kolostor falain belül történnek. A védőnek meg kell védenie a nézőpontját az adott vitatémában. A vita egy Mandzsusríhez intézett könyörgéssel (invokáció) kezdődik, amelyet hangosan és éles hangon olvasnak fel. A kérdezőnek tömören kell kérdeznie, és a védőnek egy meghatározott időn belül kell válaszolnia. A vita lezárását meghatározott válaszok jelzik, például: „Elfogadom (do), az ok nem megalapozott (ta madrup), vagy nincs átjárás (Kyappa majung)”. Sokszor a megvitatott kérdések csak arra szolgálnak, hogy félrevezessék a téma védőjét. Ha a védő ugyanis nem képes egy megszabott időn belül válaszolni, csúfos kifejezést érdemel. A tibeti vitagyakorlatokban a vitát hallgató közönségnek nincs szerepe, és nincs döntőbíró sem. Azonban ha a védő oldaláról közvetlen ellentmondás van, akkor formális döntés következik, hogy ki nyerte a vitát.

#### Fizikális gesztusok
A vitákat élénk gesztusok kísérik, amelyek élettel töltik meg a gyakorlatot. Minden egyes gesztusnak megvan a saját jelentése, amelyek közül egyesek drámaiak (szimbolikus értékűek): minden kérdés után hangosan összeütik a tenyerüket, hogy kifejezzék érvelésük hatalmát és bizonyosságát; a védő által tett rossz válasz esetén az ellenfele a kezével három kört rajzol a védő feje köré, és közben hangos sikítással igyekszik elbizonytalanítani a védőt; az ellenfél hibáját úgy jelzik, hogy a szerzetesi ruhájának felső részét a derekukhoz dörzsölik; általános a hangos tenyércsapkodás és intenzív verbális szóváltás. A lényege az egésznek, hogy a másikat helytelen érvelésbe keverjék. Mindig, amikor új kérdést tesznek fel, a tanár a kinyújtott bal tenyerébe csap a jobb tenyerével. Amikor egy kérdést helyesen válaszolnak meg, akkor a tanár a jobb kézfejét visszahúzza a bal tenyerébe. Amikor a védő nyeri a vitát, akkor allegorikusan kétségbe vonja a kérdező bölcsességét buddhistaként.

## Kolostorok

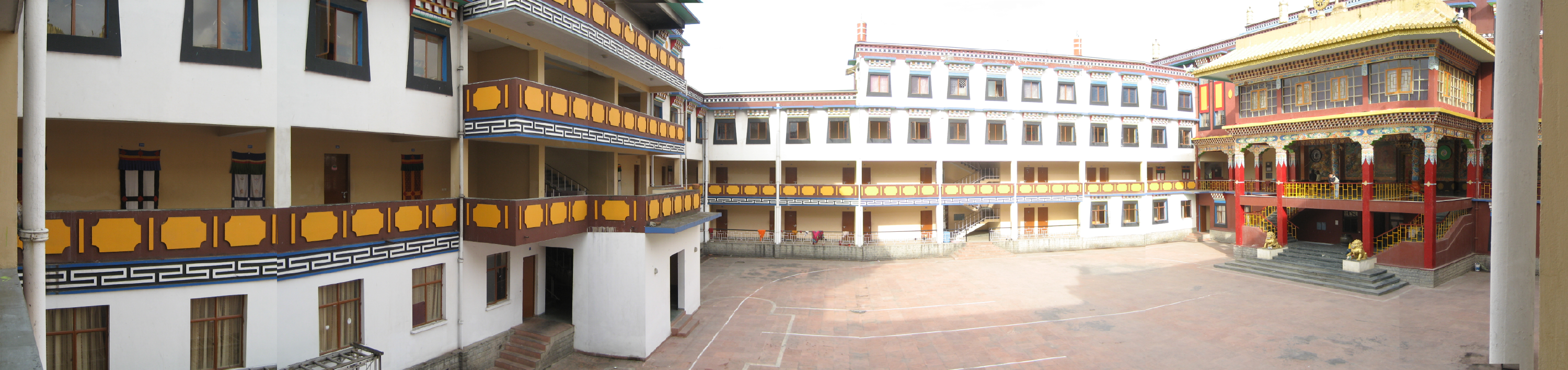
Palpung, 2008, India

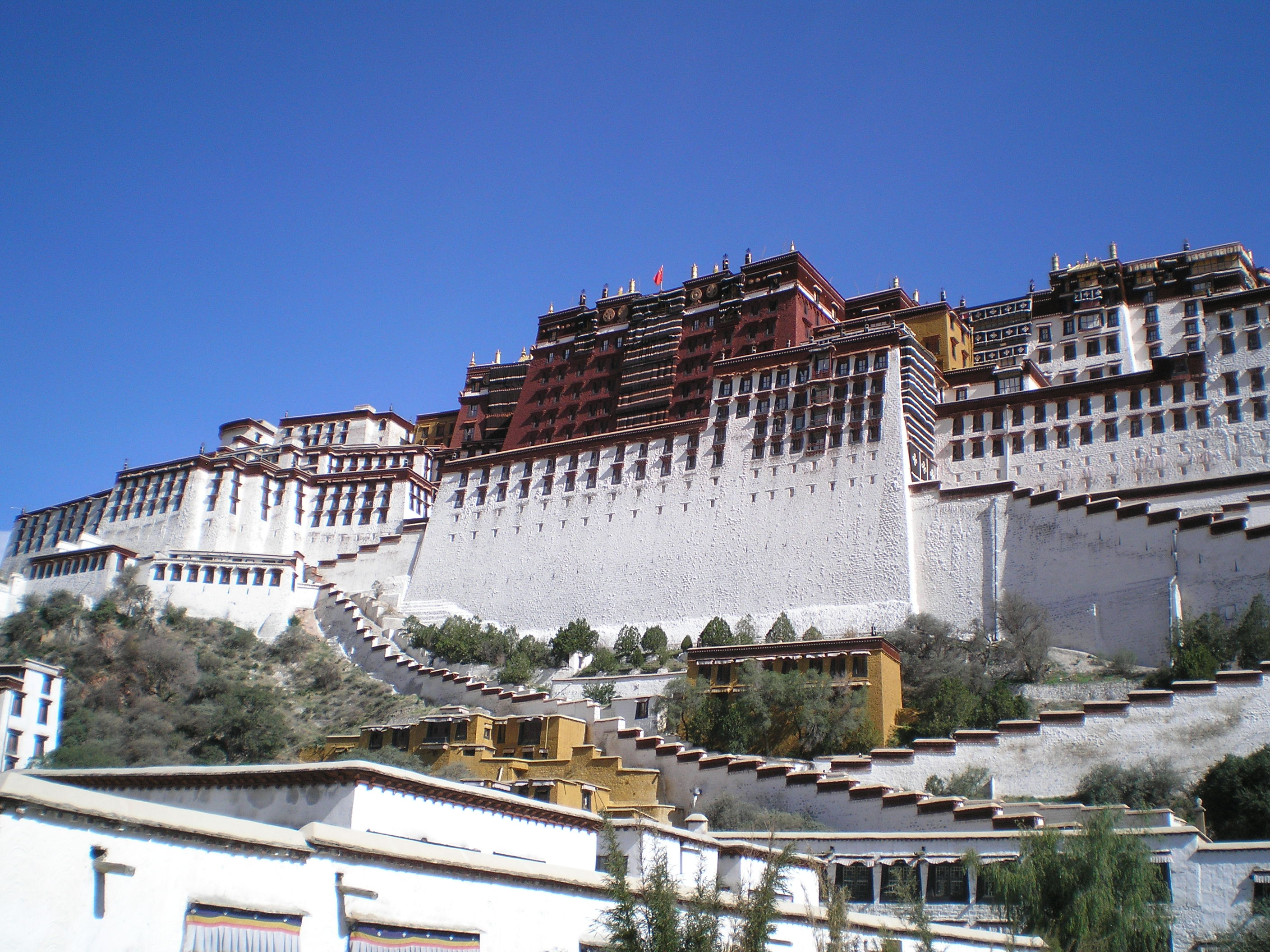
Potala palota, Lhásza, Tibet

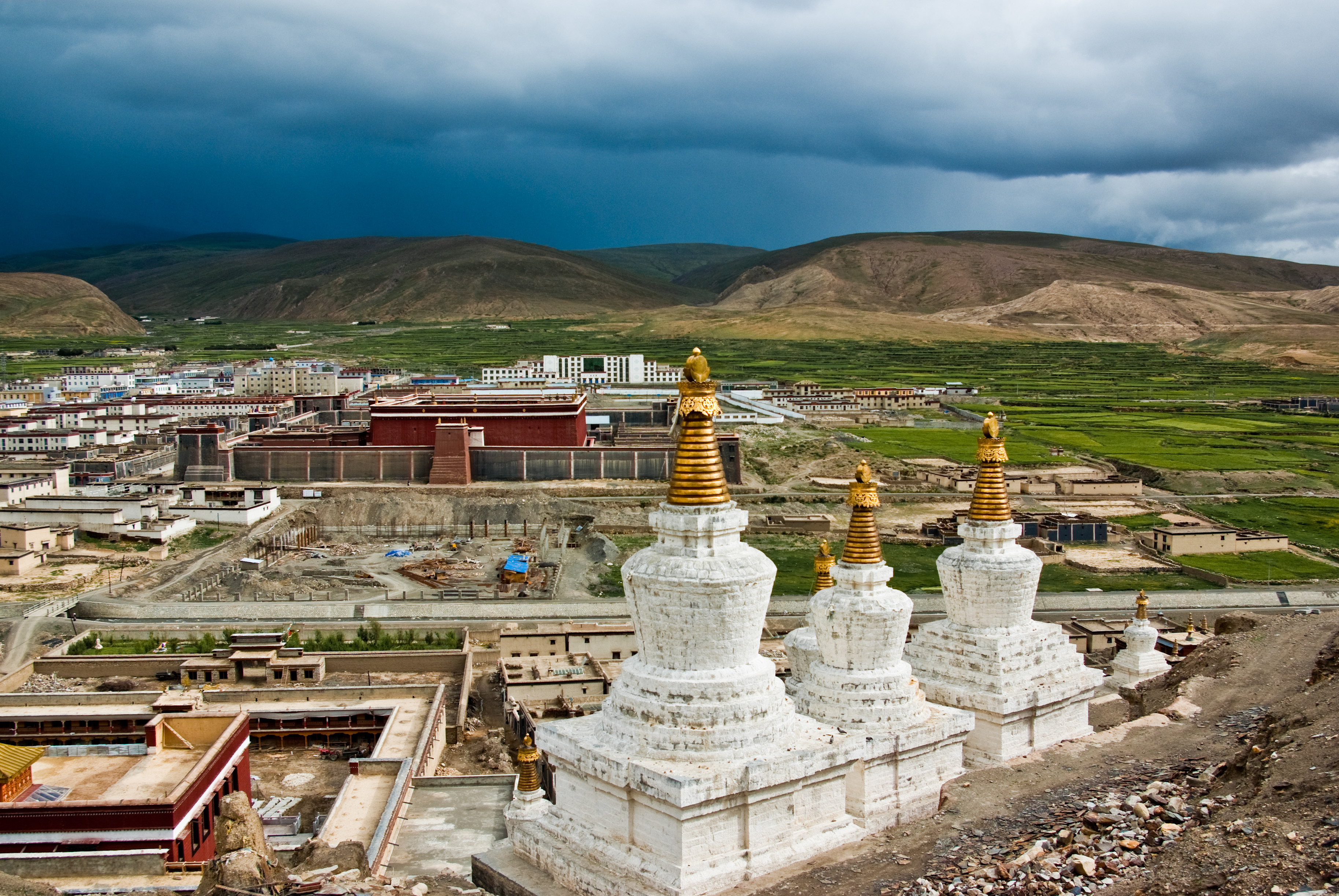
Szakja kolostor, 2009, Tibet

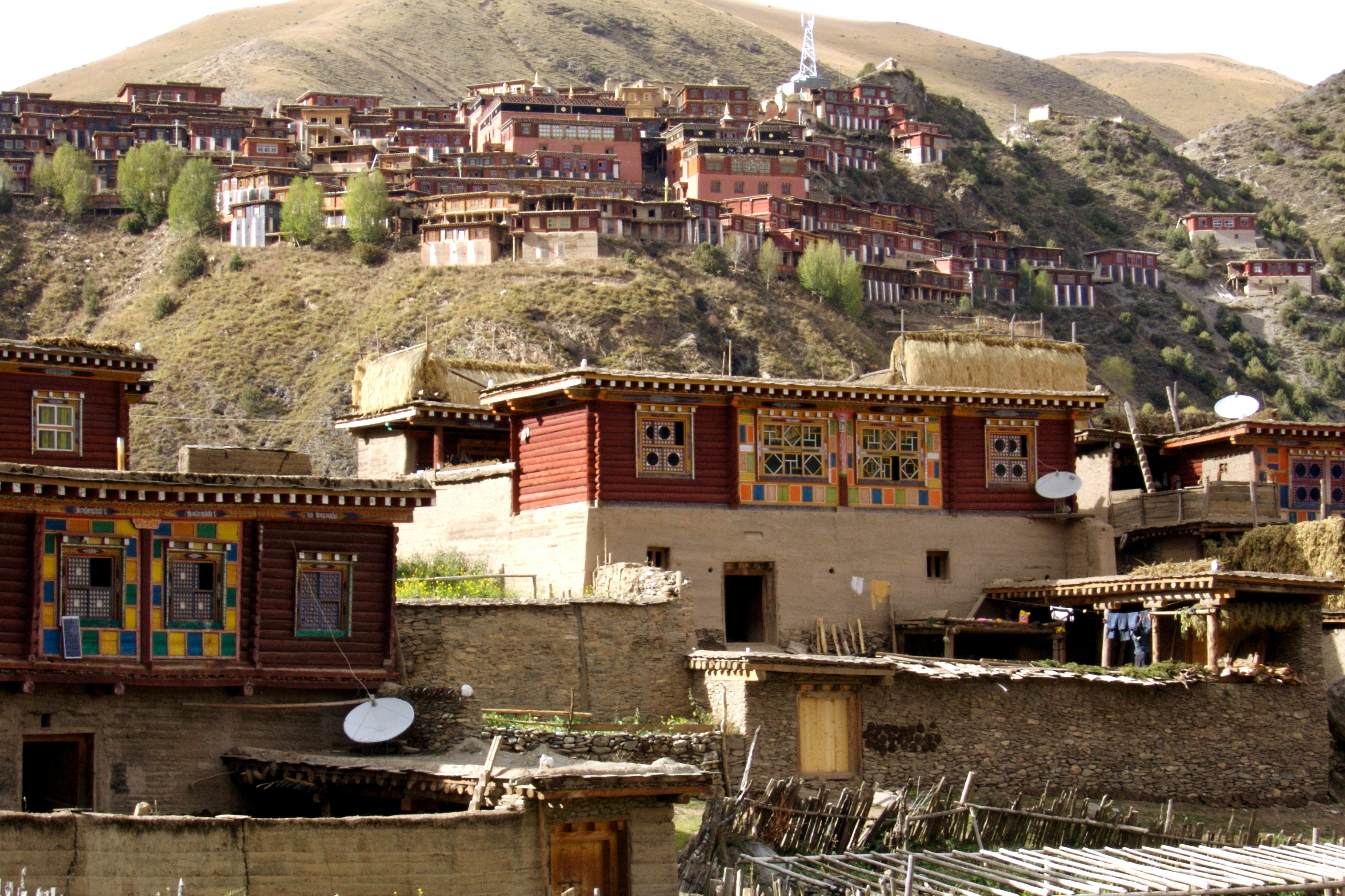
Dzongszar kolostor, 2006

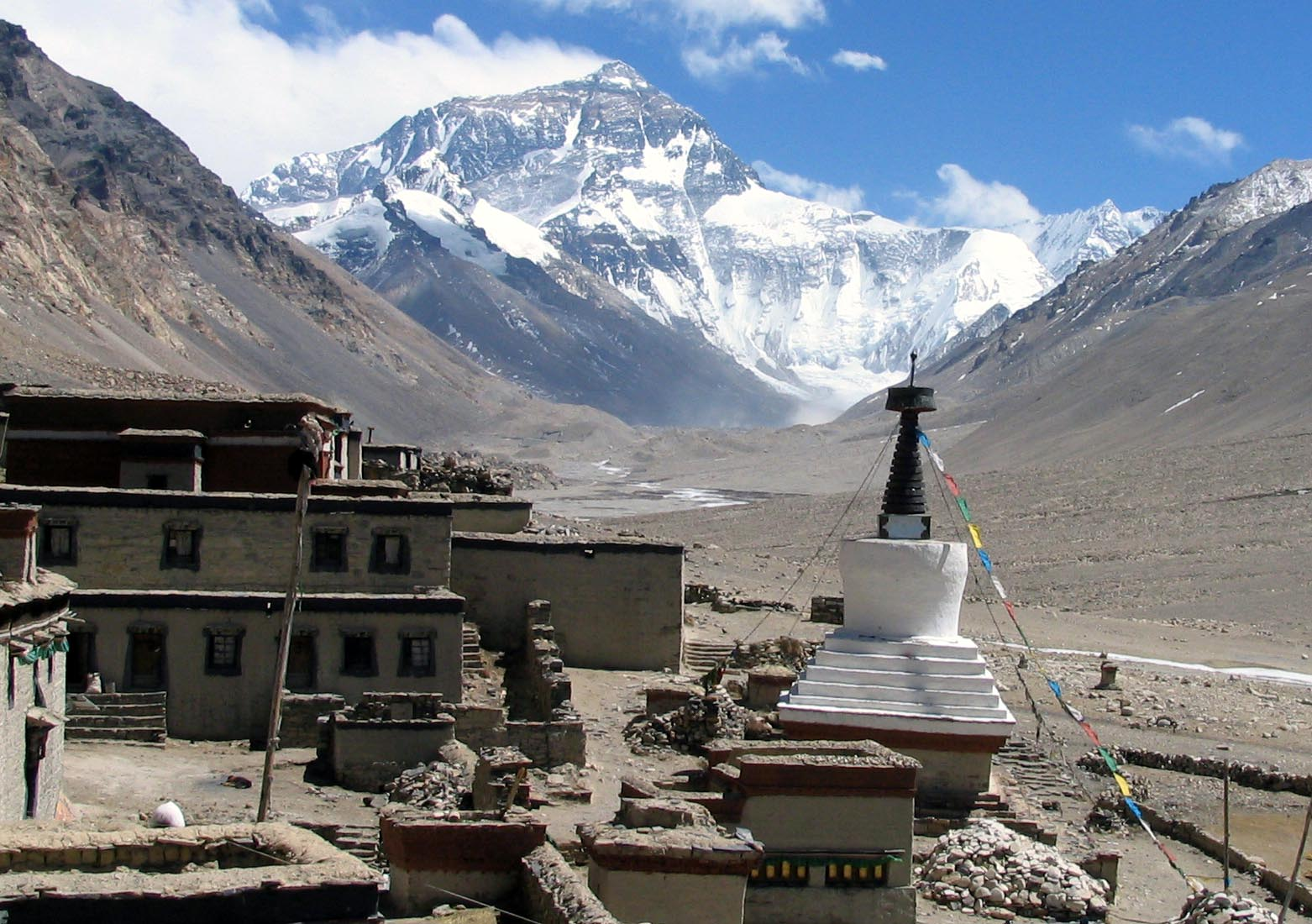
Rongbuk kolostor, 2007

A kolostorok általában egy bizonyos iskola tanait követik. A legfőbb központok a következők:

### Nyingma
A nyingmapa vonalnak a tibeti buddhizmus tanítása szerint hat anyakolostora van, a hat összetétele azonban a történelem során változott:
- Dordzse Drak
- Dzogcsen kolostor
- Katok kolostor
- Mindrolling kolostor
- Paljul
- Secsen kolostor

Említésre méltó még a
- Szamje kolostor — az első tibeti kolostor, amelyet Padmaszambhava és Sántaraksita alapított.

### Kagyü
Számos kagyüpa kolostor a kelet-tibeti Khamban található. Az egyik legjelentősebb kolostor, Curphu Közép-Tibetben található, a Ralung és a Drikung kolostorokkal egyetemben.
- Palpung kolostor — a tai szitu és a dzsamgon kongtrul székhelye
- Ralung kolostor — a gyalvang drukpa székhelye
- Szurmang kolostor — a trungpa tülkusz székhelye
- Curphu kolostor — őszentsége, a gyalva karmapa székhelye

### Szakja
- Szakja kolostor — a szakja trizin széke[64]

### Gelug
A gelugpa vonal három legfontosabb központja, amelyeket a 'nagy három' gelugpa egyetemnek is neveznek, a Ganden, a Szera és a Drepung kolostorok Lhásza közelében:
- Ganden kolostor — a ganden tripa székhelye, Congkapa alapította 1409-ben, ő maga is itt van eltemetve.
- Drepung kolostor — a dalai láma kolostora. 1416-ban alapította Congkapa egyik tanítványa.
- Szera kolostor, 1419-ben alapították. 1947-ben jelentős belpolitikai csatározás színhelye volt, ami Tendzin Gyaco nevelői és az ország régensei között robbant ki, és amelynek során a kolostor nagy részét lerombolták. Az itt található Gyógyító Buddha szobra miatt sok zarándok látogatja.

További három kolostornak van különlegesen fontos regionális hatása:
- Mahájána kolostor — a nepáli Kadhampa Dharmaradzsa (a 25. Atisha Jiangqiu Tilei) nepáli székhelye
- Tasilhumpo kolostor Sigace városban — az 1. dalai láma alapította, ma a pancsen láma székhelye
- Labrang kolostor Amdó keleti részén
- Kumbum kolostor Amdó középső részén

Nagy történelmi fontosságot tulajdonítanak még a Lhászában található Dzsokhang templomnak, melyhez sokan zarándokolnak. A hagyomány szerint Szongcen Gampo király építtette 647-ben.

## Kultikus tárgyak, szimbólumok és vallási jelentőségük

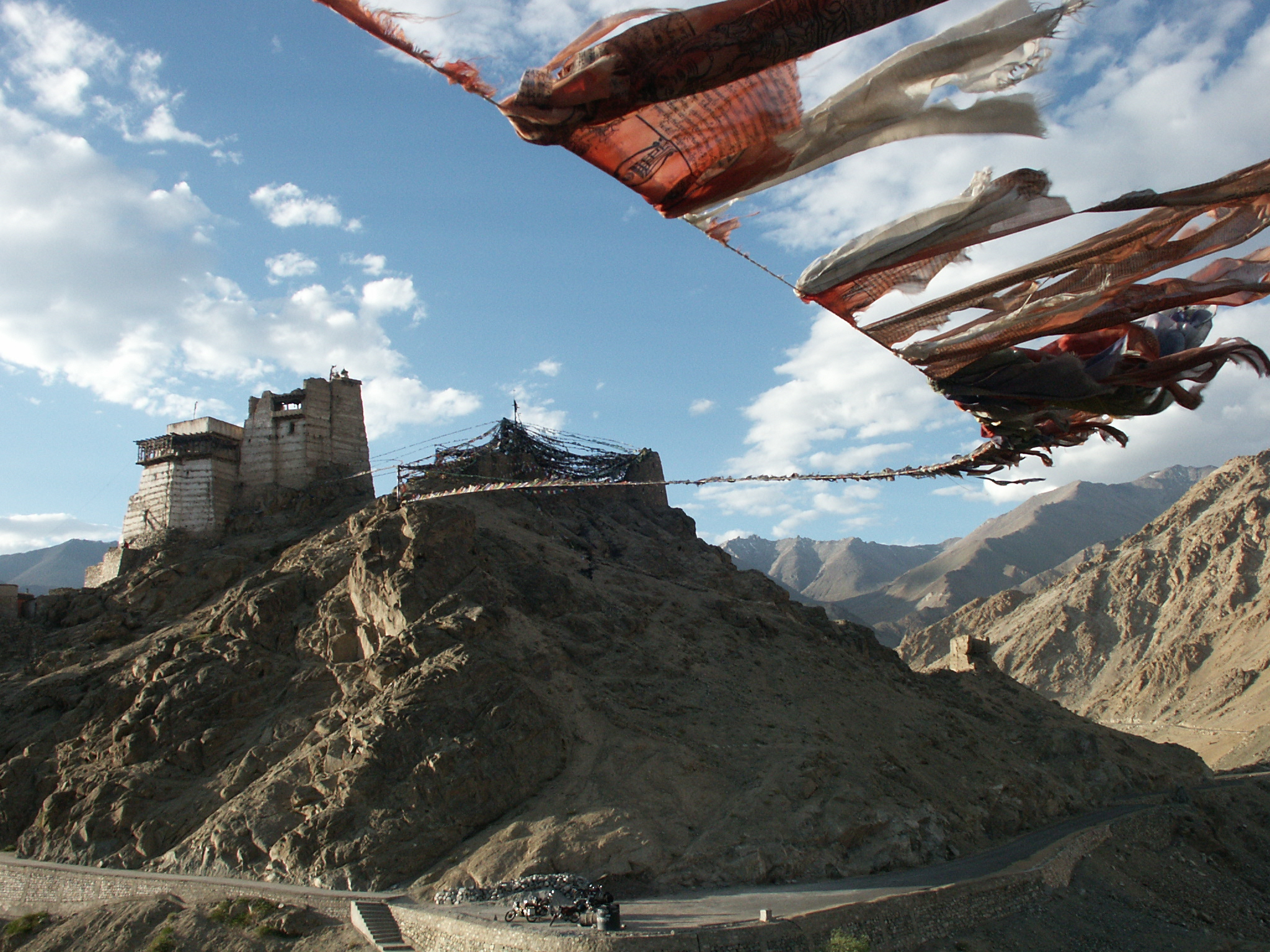
Imazászlók kötik össze Ladak ősi fővárosa, Leh két hegycsúcsát. A másik csúcson látszik a Namgyal Cemo Gompa (kolostor)

### Imazászló

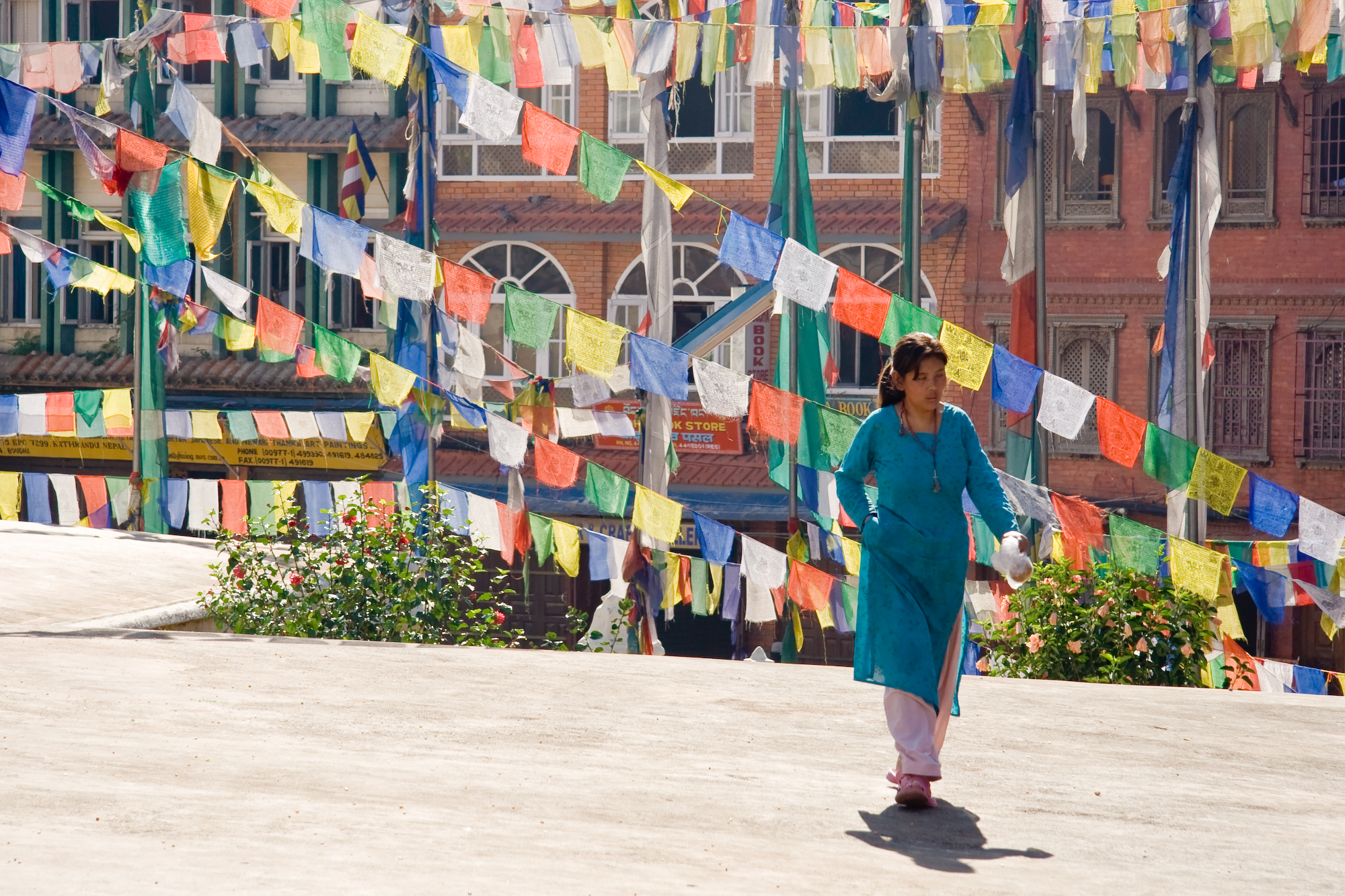
Imazászlók Katmanduban (Nepál)

Az imazászlók használatát a tibeti buddhizmus a bon vallásból vette át, ahol gyógyító szertartásoknál használták az adott alapszínre festett és mágikus szövegekkel ellátott textildarabokat, amelyeknek gyógyító hatást tulajdonítottak. Atísa, amikor Tibetbe érkezett, már a zászlókra szent szövegeket és mantrákat írt, és ezeket terjesztette ország szerte. Kétféle zászló létezik, a vízszintes lungta („szélparipa”), illetve a függőleges darcso („minden érző lény gyarapodása”). Az alapszínek a piros, kék, sárga, zöld, fehér, amelyek az Öt Buddhacsaládot és az öt őselemet jelképezik, ennek megfelelően meghatározott rendben fűzik fel őket.
Az imazászló közepén hagyományosan egy szélparipa van, amely három lángoló ékszert cipel (ratna) a hátán. A ta a gyorsaság és a rossz szerencséből jóvá alakulás szimbóluma. A három lángoló ékszer jelképezi Buddhát, a dharmát (buddhista tanítások) és a szanghát (buddhista közösség) – a tibeti filozófiai hagyomány sarokköveit.
A lungta körül a mintegy 400-féle mantra valamelyike szerepel, amelyek mind bizonyos istenségekhez szólnak. A mantrák között szerepelnek a három hatalmas buddhista bodhiszattva írásai is: Padmaszambhava (Guru Rinpocse), Avalókitésvara (Csenrezig, az együttérzés bódhiszattvája és a tibeti emberek patrónusa) és Mandzsusrí. A mantrák mellett hosszú és jó életet hozó imák is szerepelnek a zászlót kifeszítők számára.
A „Négy méltóság” mitikus állatokat szimbolizál, amelyek a bodhiszattva hozzáállás különböző aspektusait képviselik, ilyen az erő, a védelem és a vidámság.
- A sárkány a mennydörgés, az együttérzést szimbolizálja, amely felébreszt bennünket a káprázatból és növeli a megértés hatékonyságát. Megjelenítésére egy sárkány rajzát használják, hitük szerint megvédi őket a rágalmazástól és növeli az ember hírnevét.
- A tigris jelképezi a feltétel nélküli bizalmat, a fegyelmezett tudatosságot, kedvességet és szerénységet. Ez a nyugodt, még feszültség alatt lévő állapot arra utal, hogy létezik egy természetes értelemben vett elégedettség és beteljesülés, végső soron ez maga a megvilágosodás állapota.
- A havasi oroszlán a keleti féltekén lakozik, és a feltétlen vidámságot, a kétségektől mentes elmét szimbolizálja. Ez a vidámság a test és a lélek egységéből következik, fiatalos, vibráló energiája a jóságnak és a természetes öröm érzésének. Néha Buddhát nyolc oroszlánnal körbevett trónon ábrázolják, ezek a nyolc fő bodhiszattva, a történelmi Buddha legfőbb tanítványait jelenítik meg.
- Garuda, a madárszerű lény, aki merész és bátor az északi területeket uralja. Jelképezi az erőt és a hatalmat, szárnyalásával a reményekkel teli és félelmek nélküli szabadságot. Kiküszöböli nágák (rossz szellemek) negatív hatásait, akik betegséget okozhatnak az embereknek.[78]

### Imakerék

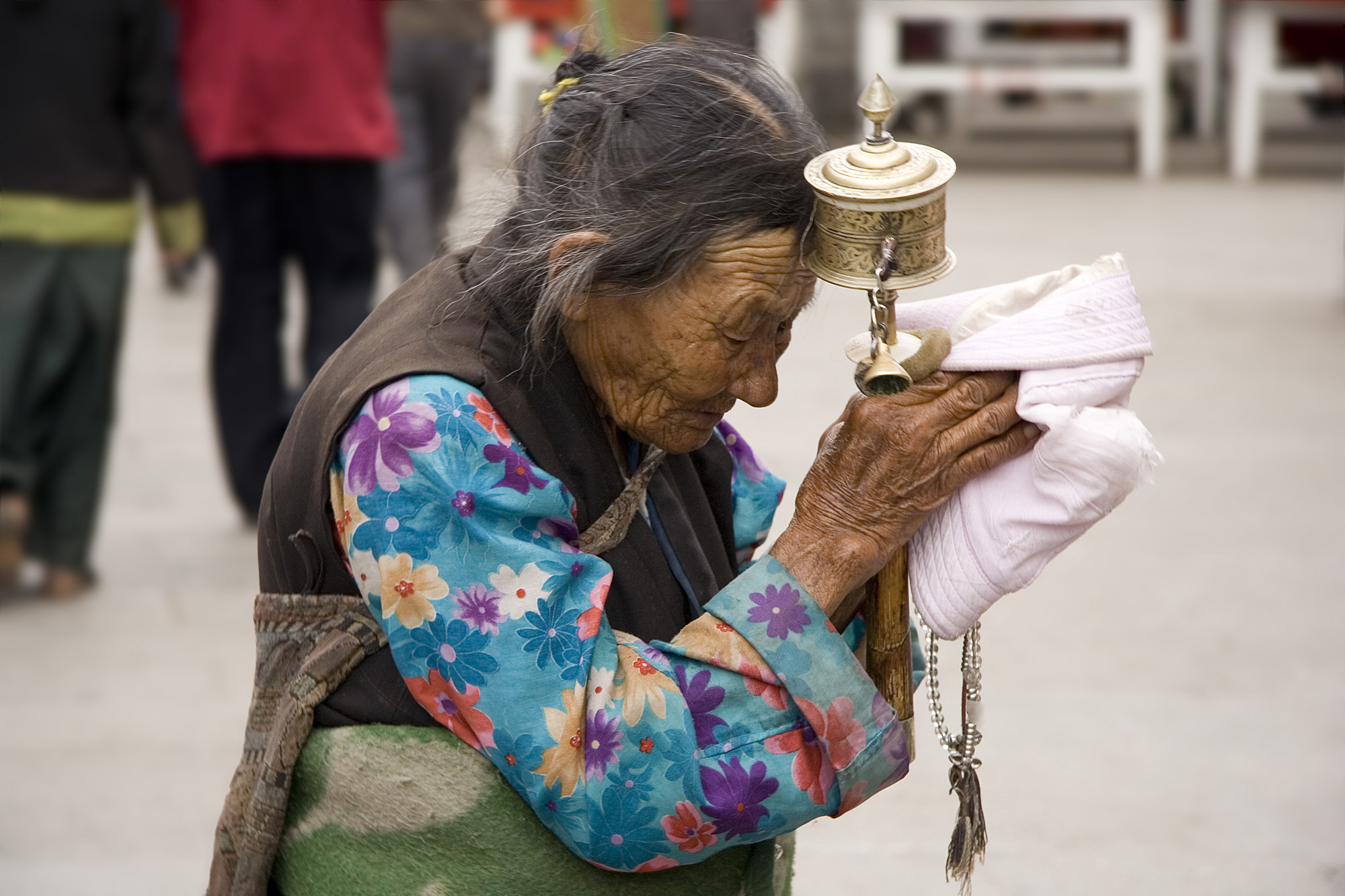
Idős tibeti asszony imakerékkel

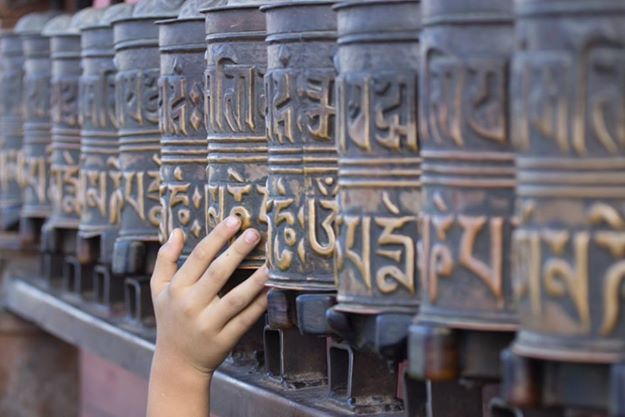
Kisfiú forgatja az imakerekeket Szvajambunáthban, Nepál

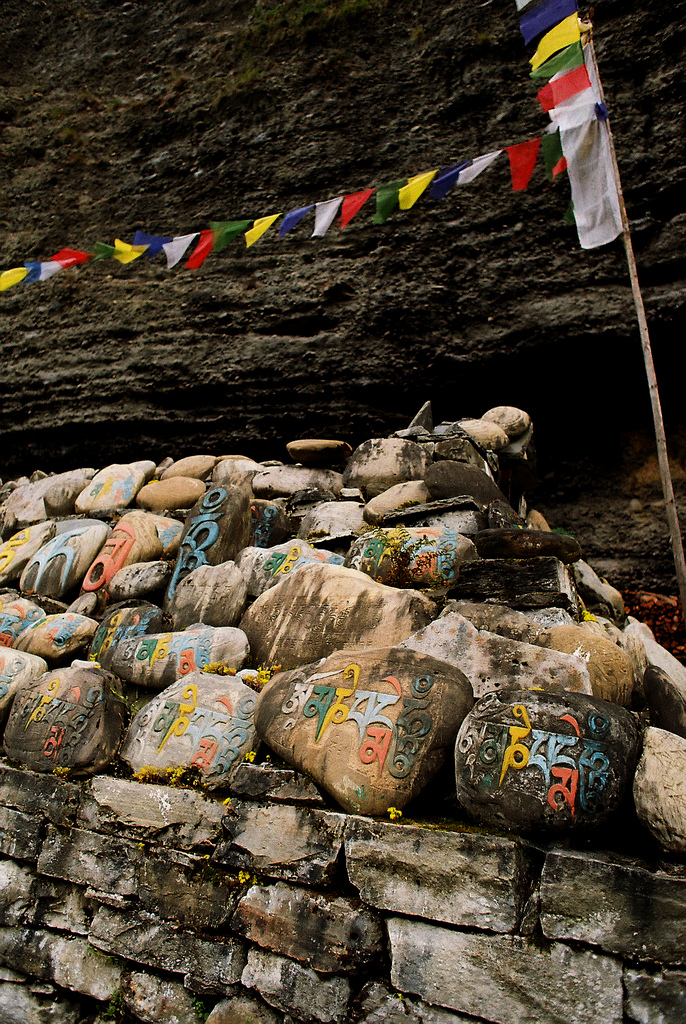
Imakövek Nepálban

Az imamalmok (vagy imakerék) fából, fémből vagy bőrből készült üreges, nyéllel ellátott hengerek, amelyek belsejében papírhengerre fadúcokkal nyomtatott szent szövegek, mantrák vannak, többnyire az om mani padme hum tibeti vagy radzsana írásjegyekkel jegyzett szövegével. A tibetiek hite szerint ezt az óramutató járásának irányával megegyezően megforgatva megfelel a mantra elmondásának. Léteznek vízzel, széllel, sőt ma már villanymotorral hajtott imamalmok is.
Az imakerekekről szóló hagyományvonal szövegei szerint az imakerekek a bölcsesség és az érdemek (jó karma) összegyűjtésére használhatóak, illetve a negatív cselekedetek megtisztítására. A buddhizmusban a buddhák és a bodhiszattvák sok módszert hoztak létre annak érdekében, hogy segítsék a gyakorlókat a megvilágosodás eléréséhez. Az imakerekek forgatása a tantrikus gyakorlatok közé tartozik, amelyekben a tantrikus gyakorló vizualizálja a nádik körül forgó mantrákat, főleg a meridián csakra körül, amely a szív és a korona. Az imakerekek ezáltal vizuális segédeszköznek számítanak a tantrikus gyakorló számára. Az imakerék gyakorlatát végzők spirituális módszere meglehetősen specifikus (ezek buddhista iskolánként valamelyest eltérőek). A gyakorlók általában óramutató járásával megegyező irányban forgatják a kereket, ahogyan a mantrákat írták és ahogyan a nap halad át az égen. Ritkábban, a haladó tantrikus gyakorlók, mint például a Szenge Dongma, az oroszlán arcú dákiní, ellentétes irányban forgatja a kereket, amely harciasabb védelmező energiának számít. Miközben a gyakorló forgatja a kereket a tudatát a mantra szövegére összpontosítja és az om mani padme hum szövegét recitálja. Ez nemcsak az imakerék forgatásából eredő erényeket növeli, hanem stabilizálja a tudatot is, miközben a test mozog. Ez növeli az imakerék hatékonyságát. Mindazonáltal úgy tartják, hogy még az is érdemszerzéssel jár, ha a gyakorló nem képes teljesen fókuszálni és ha egy rovar áthalad akárcsak az imakerék árnyékán, már haszna lesz belőle később. Ajánlatos a kereket lassan forgatni, mert így könnyebb a tudatot megfelelően összpontosítani a minden érző lényre irányuló együttérzésre.

### Imafal
Az imafalak (mani falak) kőlapokra vésett szakrális szövegek, többnyire ezek is mantrák, amelyekből falakat, dombokat emelnek magaslatokon, így ezeknek mágikus erőt tulajdonítanak. A kövek többségére az om mani padme hum mantrát festik. A falakat bal oldalról szokás megkerülni, az óramutató járásával megegyező irányban, ahogy a Föld és a világmindenség kering a buddhista tanok szerint. Gyakran találni ilyen falakat templomok vagy csörtenek közelében, de előfordulnak teljesen elhagyatott helyeken is és a hosszúságuk a pár méterestől a kilométer hosszúig terjed, a magasságuk 1–2 méter is lehet.

### Tangka

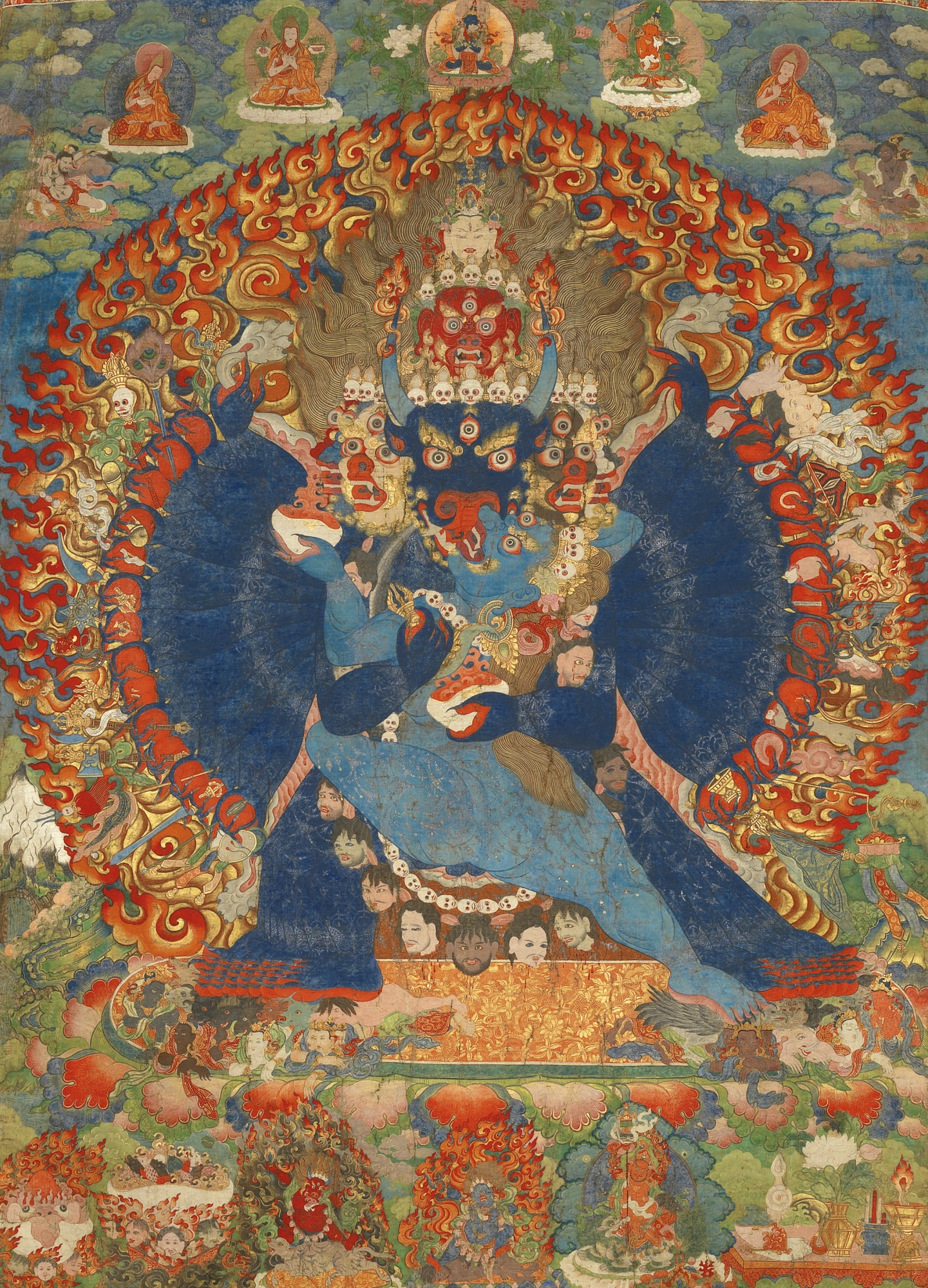
Vadzsrabhairavát ábrázoló thangka, 1740 körül

A thangka (tangka, thanka vagy tanka (tibeti: ཐང་ཀ་)) pamut vagy selyem rátétre készített tibeti buddhista festmény, amely általában buddhista istenségeket, jeleneteket, vagy egy manadalát ábrázol. A kínai tekercs festményekhez némileg hasonló textil alapra felhordott thangkákat hagyományosan nem keretezik be és feltekert állapotban tárolják. A thangkák felszínét a tartósság növelése érdekében selyemmel vonják be, emiatt száraz helyen szokták a tekercseket tárolni, hogy a selyem minősége ne romoljon. A legtöbb thangka kisméretű, de akadnak több méter hosszúak is. Ez utóbbiakat arra használják, hogy nagyon rövid időszakokra, általában vallási fesztiválok idején, a kolostorok külső falára függesszék ki. A thangkák leginkább a vadzsrajána meditációban használt vizualizációs célokra készülnek, illetve a kolostorban tanuló diákok oktatásához, amelyen keresztül bemutatják Gautama és más buddhák, illetve dévák és bodhiszattvák élettörténeteit vagy jellemző tulajdonságait. Ezeken a vallási képeken gyakran szerepelnek rendkívül részletesen kidolgozott apró alakok, amelyek a központi „istenséget” vagy más ismert alakokat veszik körbe szimmetrikus elrendezésben. A történeteket ábrázoló thangkák ritkábbak.
A thangka egyik témája a „létkerék” (bhavacsakra), amely az Abhidharma tanítások vizuális megjelenítése. A kifejezést más művészeti alkotásokra is használják, például fém- vagy fatáblákra készített domborművekre. Ma már thangka festményeket ábrázoló posztereket is készítenek csupán esztétikai célokból.
A tibeti buddhista festészet a korai buddhista festészet különféle hagyományaiból fejlődött ki, amelyek ma már csupán kevés helyszínen maradtak fent, például az indiai Adzsantai barlangtemplomokban, vagy a selyemút mentén található Mokao-barlangokban. A thangka forma a tibeti buddhista falfestéssel együtt alakult ki, amelyek a korabeli kolostorokban léteztek. 
A thangka forma korai történetét könnyebb feltérképezni ezeken a falfestményeken keresztül, amelyekből több található, mint az egykoron létező hordozható festményekből. A legtöbb thankát egyéni megrendelésre készítették, akik azt remélték, hogy erényes cselekedetük által érdemre tesznek szert. Az ily módon elkészült thangkákat kolostoroknak vagy más személyeknek ajánlották fel, vagy megtartották saját célra. Néhány thangka hátoldalán szerepel egy közismert szerzetes neve, aki személyes, meditációs célokra használta a vallási tárgyat. A legtöbb művész valószínűleg egyben szerzetes is volt, bár elképzelhető, hogy léteztek világi művészek is, ahogy a fémszobrászat esetében is. Gyakran a megrendelő biztosította a – gyakran értékes – anyagot és a hagyományok alapján a művésznek „ajándékot” adtak fizetség helyett. A tibeti „thangka” szó jelentése "az, amit kitekerünk".
A szövetre készült legkorábbi fennmaradt tibeti festmények a kínai Kanszu tartományi Tunhuang város területén található Mokao barlangból származó néhány szövetfoszlány. A „könyvtár barlangban” találtak rá az évszázadokig elzárt régi kézirat, festmény, textil és egyéb anyagok tárolására használt raktárra. A többségében kínai stílusú alkotások között több festményen is tibeti vagy azzal közel azonos felirat szerepel, illetve akadnak közöttük indiai stílusú tárgyak is. A származásuk korát nehéz ugyan pontosan megállapítani, a becslések szerint azonban ezek a 781–848 közötti időszakból valók, amikor a terület Tibet fennhatósága alá tartozott.

### Mandala
A homokmandala (tibeti: དཀྱིལ་འཁོར།, wylie: dkyil 'khor) a tibeti buddhista hagyomány része, amely során különféle színűre festett homokszemekből rajzolnak mandalát, amelyet – miután elkészült – szertartásosan szétrombolnak. Ez az anyagi dolgok átmeneti jellegét jelképezi, a buddhista állandótlanság tanát. Kezdetben ezeket nem színezett kőőrleményből készítették, hanem szétzúzott színes kövekből. A homok leszórása előtt a projekttel megbízott szerzetesek pontosan felszerkesztik a geometriai mértékeket. Ezután a színes granulátumot vékony, recés falú csövek és kaparók (csak-pur) segítségével hordják fel a felületre. A rendkívüli részletességet igénylő folyamat hagyományosan hetekig is eltarthat, amely során a szerzetesek csoportosan dolgoznak a mandala egyes részletein középről kifelé haladva. Például a Kálacsakra mandala összetett alakzata 722 istenséget ábrázol. A kisebb mandalák – például a Vadzsrabhairava mandala – sokkal kevesebb alakot ábrázolnak és kevesebb előzetes szerkesztést igényelnek. Így is napokig készülnek. Ezek a kétdimenziós mandalák háromdimenziós képben kívánják megjeleníteni a világmindenséget a buddhista kozmológia látásmódján keresztül. Egyes mandalák egyértelműen túlvilági helyszíneket is ábrázolnak.

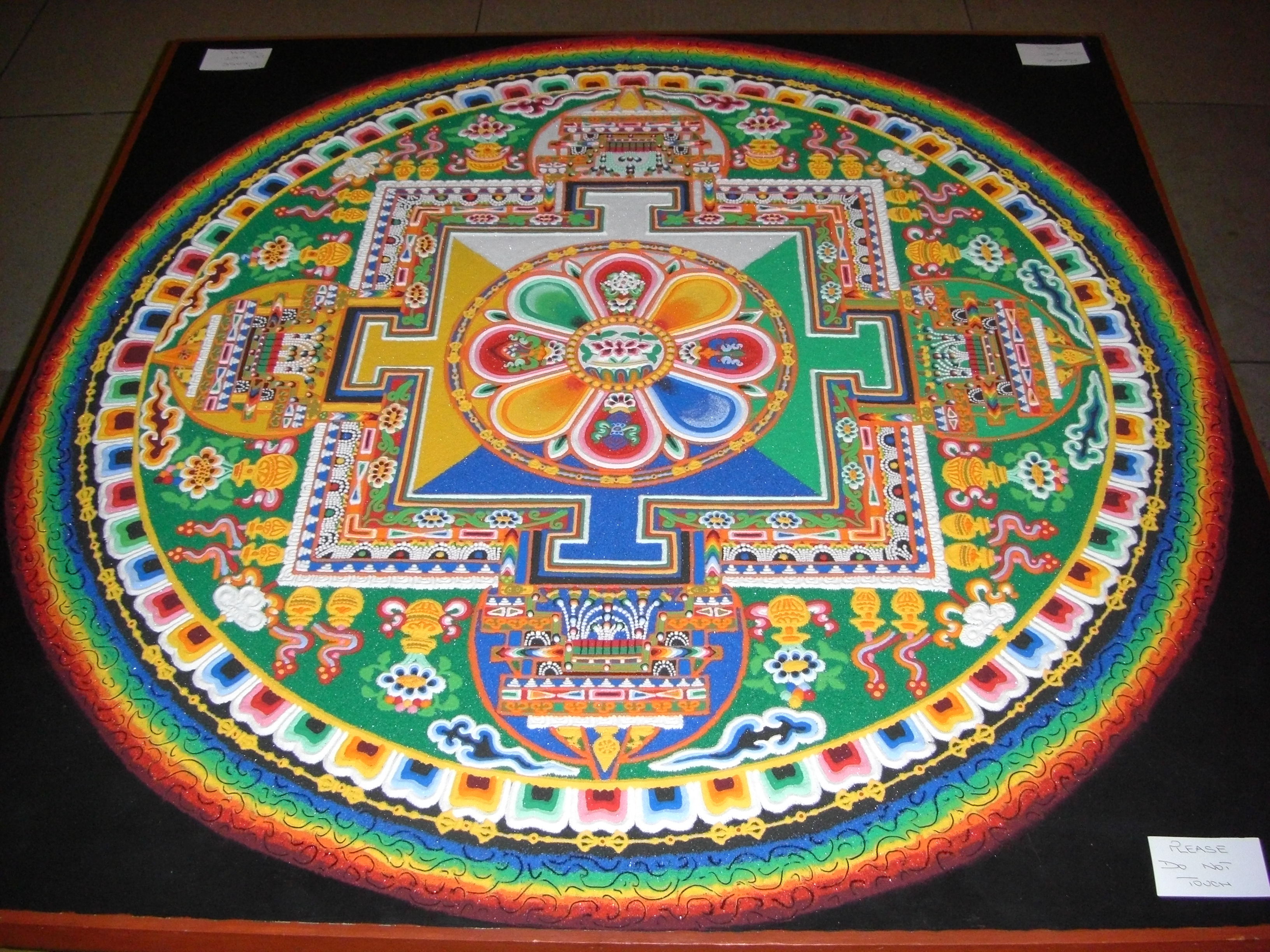
Csenrezig homokmandala a 14. dalai láma 2008. májusi angliai látogatása során
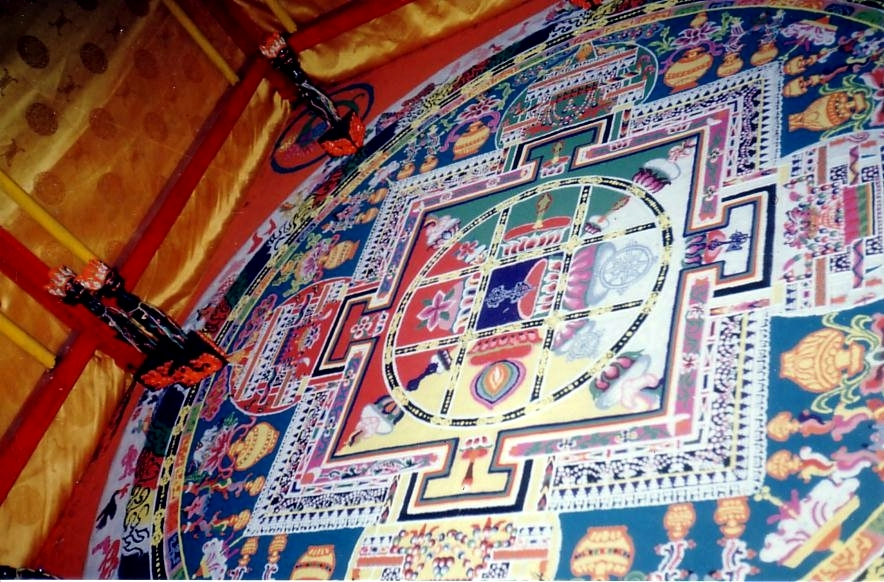
Homokmandala
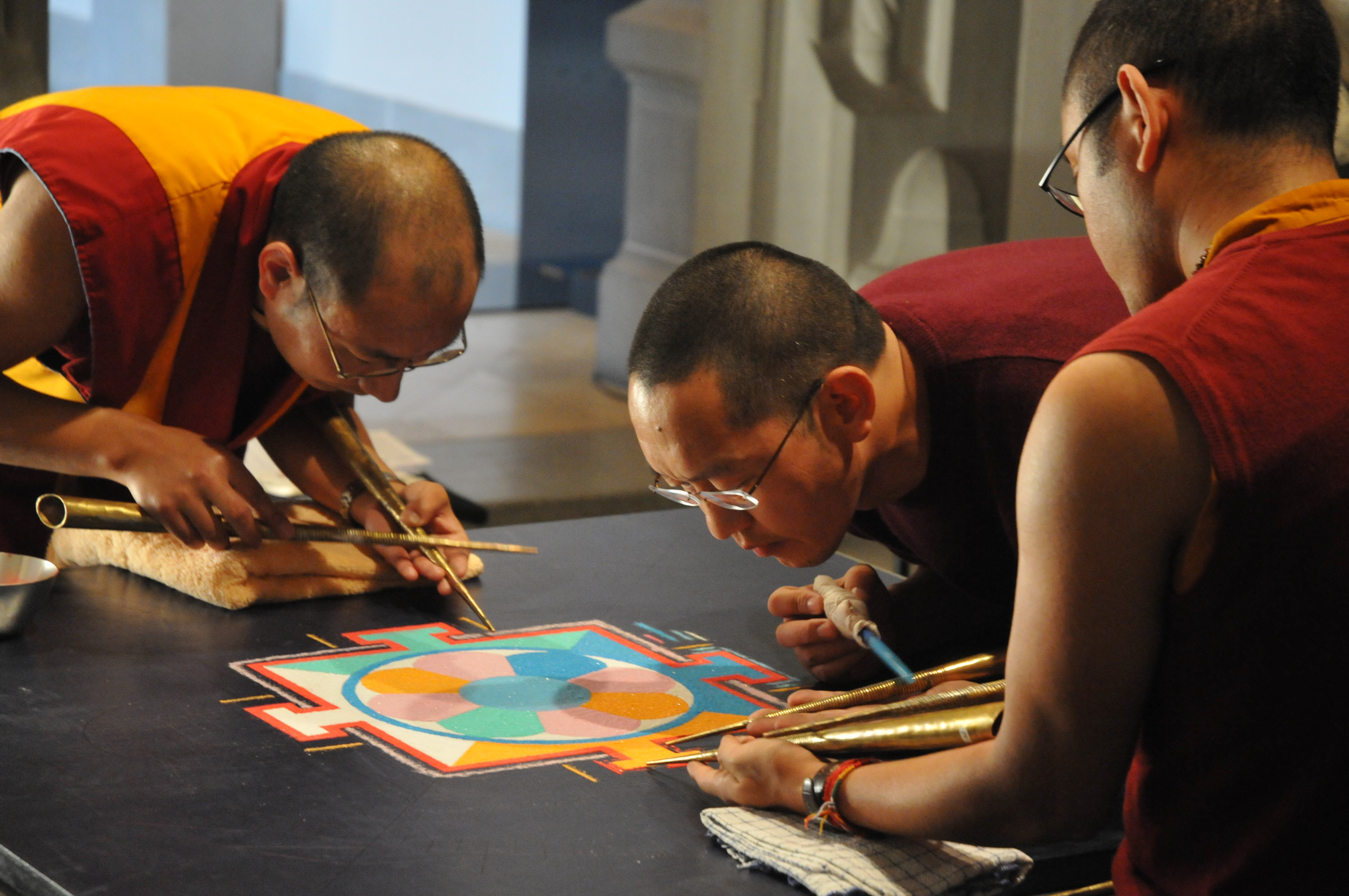
A mandalákat a középről kifelé készítik
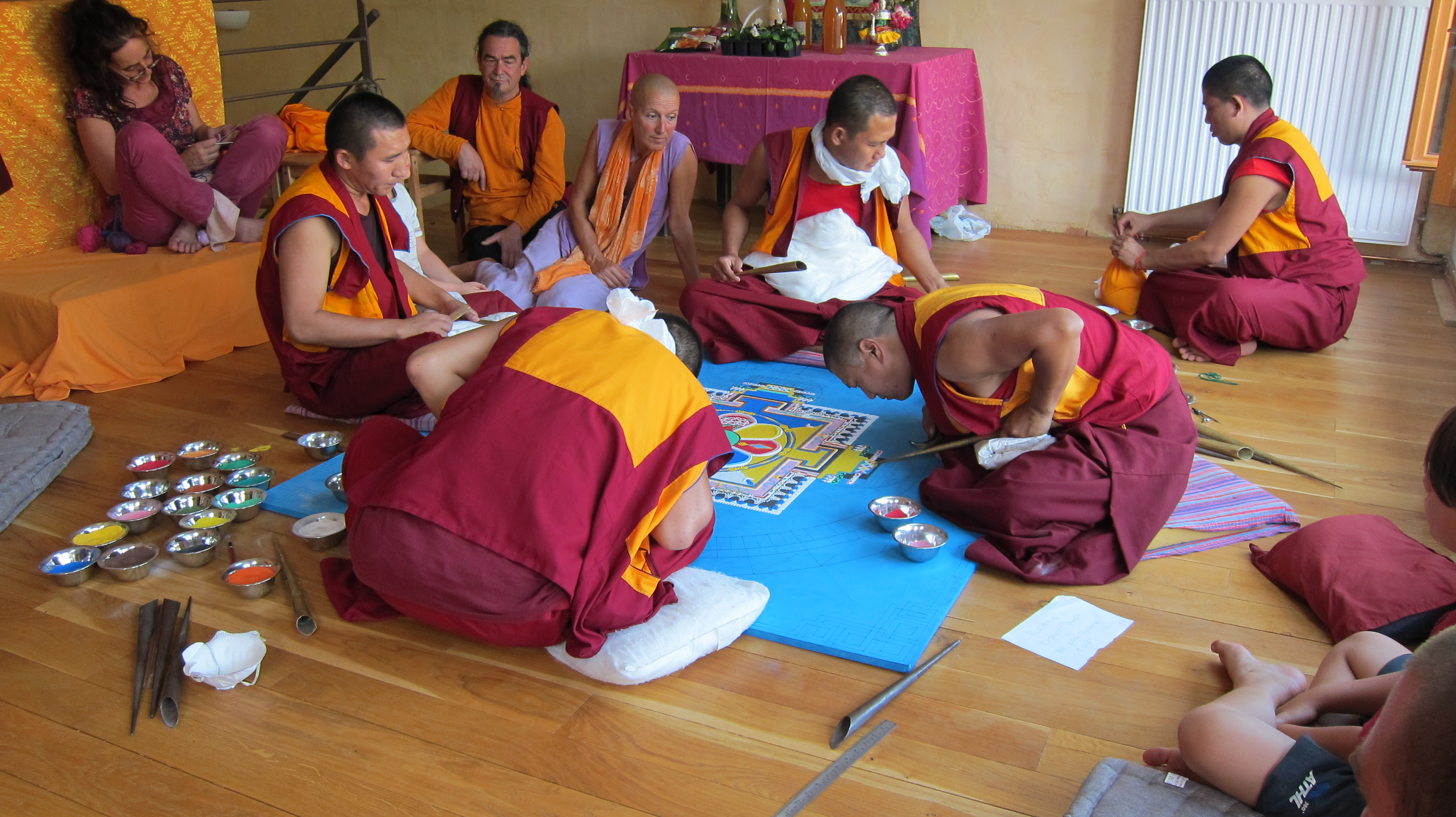
Szerzetesek egy csoportja mandalát készít
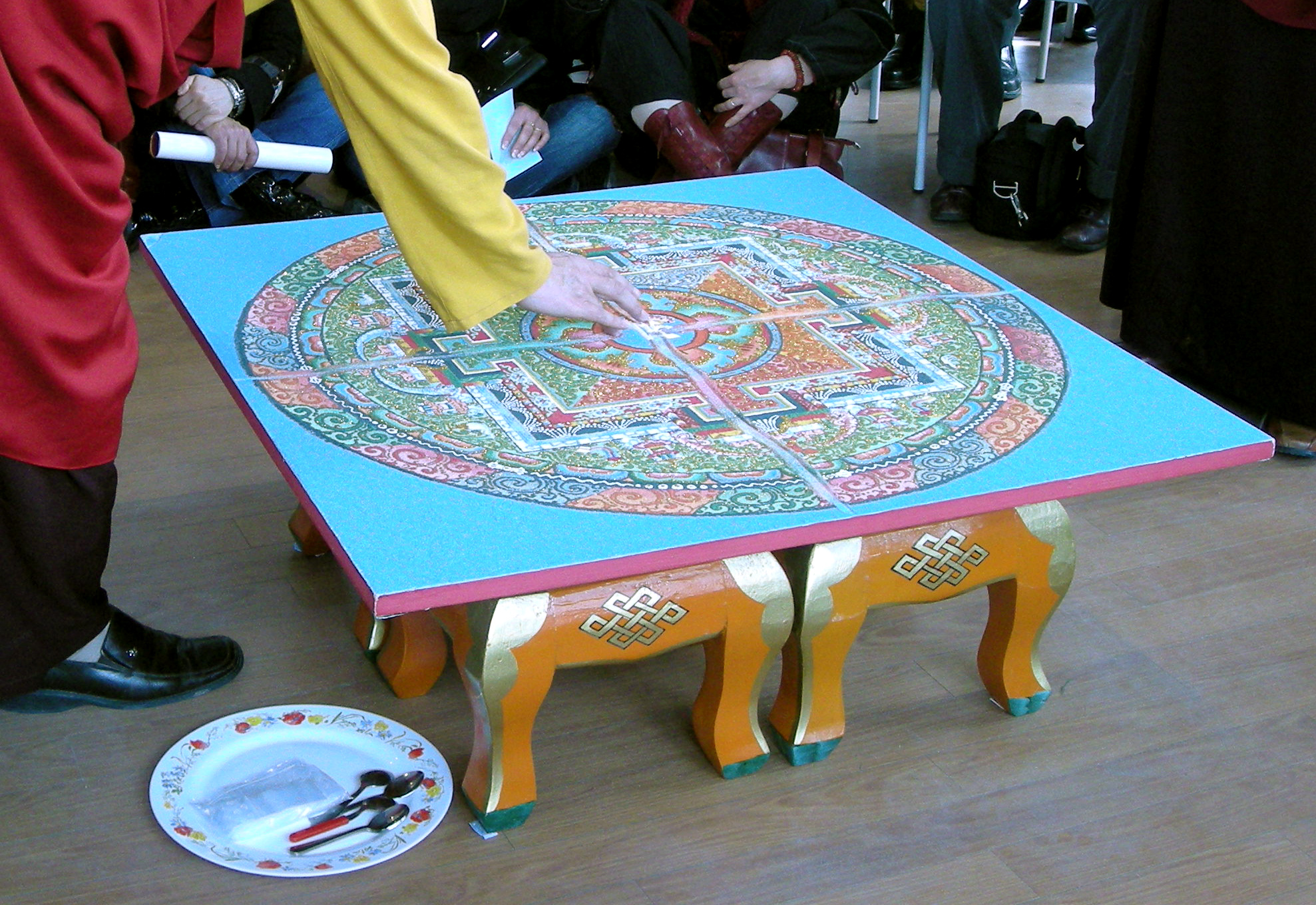
A mandala lerombolása
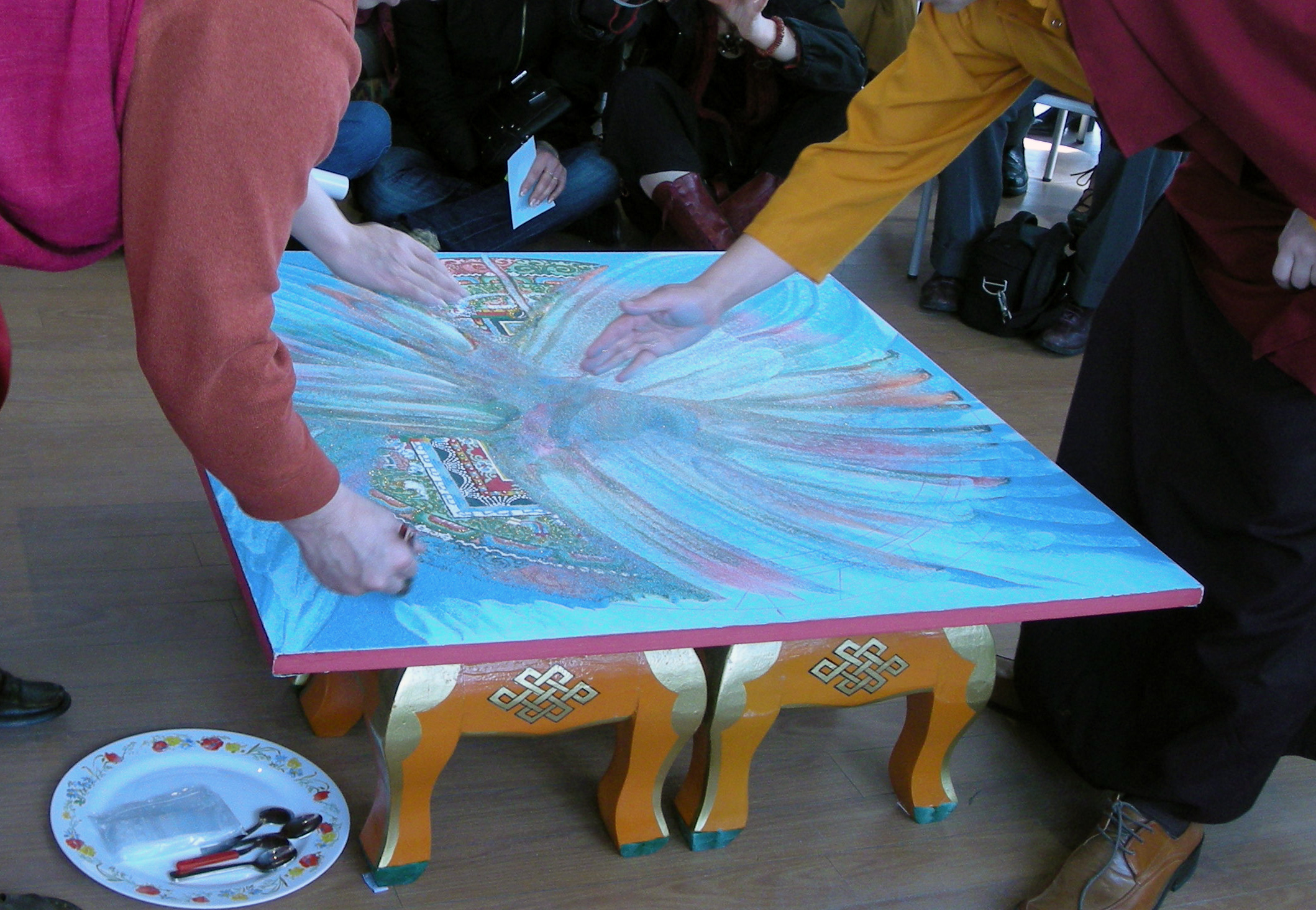
Manadala maradványa

### Astamangala
Az astamangala (szanszkrit: aṣṭamaṅgala, tibeti: བཀྲ་ཤིས་རྟགས་བརྒྱད་, wylie: trasi takgye; kínai: 吉祥八宝, pinjin: csihsziang papao) olyan sorozat, amely nyolc szerencsejelből, szerencsejegyből vagy szerencseszimbólumból tevődik össze. Ez több indiai vallásban is jelen van, köztük a hinduizmusban, a dzsainizmusban és a buddhizmusban. Az „asta” jelentése „nyolc”, a „mangala” jelentése pedig „kedvező”, „ígéretes”, „szerencsés”, vagy „áldás”, „talizmán”. A szimbólumok vagy a tárgyak „szimbolikus tulajdonságai” (tibeti: ཕྱག་མཚན་, csakcen) istenségek (jidamok) és oktatási eszközök. A nyolc jel kultúránként eltérő lehet. A tibeti buddhizmusban a nyolc tagból álló, meghatározott szimbólumcsoportot a háztartásokban és a művészetekben egyaránt használják – az egyes hagyományokban eltérhet az értelmezésük.

A kagyló, vagy sankha
A végtelen csomó
Kettős aranyhal
A lótuszvirág, a padma
Ékszerekkel díszített napernyő
Kincses váza
A dharmacsakra
A győzedelmi zászló, azaz a dhvadzsa

## Istenségek, védelmezők és egyéb lények

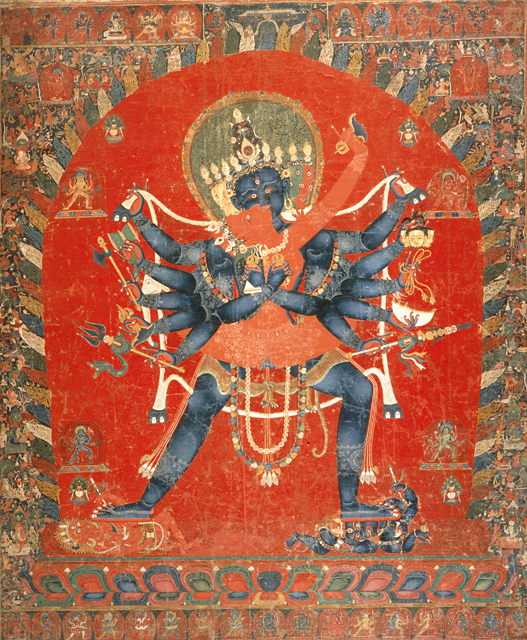
Csakraszamvara és Vadzsravarahi – 15. századi thangka festmény

A tibeti buddhizmusban a haragos istenségek megvilágosult lények, akik haragos formát öltöttek, hogy így vezessék el az érzőlényeket a megvilágosodásig. Ezen istenségek figyelemre méltó vonása mind a tibeti buddhizmus, mind a mahájána buddhizmus, s más vadzsrajána tradíciók ikonográfiájának is. Gyakorta egy haragos istenség valójában egy bódhiszattva vagy más békés alak alternatív megjelenési formája. Nevükhöz méltóan, a tibeti művészetekben a haragos istenségeket ijesztőnek, démoni lényeknek ábrázolják, akiket emberi koponyák díszítenek.
A haragos istenségeket több különböző kategóriára lehet szétosztani. Vannak a herukák (tibeti: khrag 'thung, szó szerint „vért ivó”), akik megvilágosult lények, s azért vesznek fel erőszakos külsőt, hogy ezzel fejezzék ki a nemtörődömség világától való elkülönülésüket.
A bölcsességkirályok (szanszkritul: vidjarádzsa) különösképp úgy ismertek, mint az Öt bölcsességbuddha védelmezői; inkább a japán semmint a tibeti buddhizmus jellegzetessége.
A himalájai buddhizmusban az istenségek mellett léteznek egyéb szellemvilágok is, amelyek közül háromféle védelmező szellemet különböztetnek meg. Szanszkrit elnevezéseik: 
- dharmapálák (dharma védelmezők),
- lokapálák (világi védelmezők),
- ksetrapálák (mező védelmezők).

Ezek a hatalmas erővel bíró lények, amelyek felesküdtek, hogy védelmezik Buddha tanításait és az embereket. A vadzsrajána buddhizmus szempontjából egyes dharmapálák a korábbi buddhák tevékenységeinek a kivetülései. Némelyeket buddhának tekintenek, másokat a bódhiszattva ösvényen alacsonyabb elérési szintet elért lényeknek tartanak.
A Nyolc dharmapála (szanszkrit: dharma, 'vallás' – pála, 'védő'; tibeti: དྲག་གཤེད Drag-gShed) a buddhizmus védelmezői, s mindegyikük bódhiszattva. Természetfeletti lények, s feladatuk, hogy „kegyetlen háborút űzzenek a buddhizmus ellenségei és démonai ellen”.
A nyolc dharmapála: 
- Jama, a Halál istene;
- Mahákála, a Nagy fekete;
- Jamántaka, a Halál legyőzője;
- Kubéra vagy Vaisravana, a Jólét istene;
- Hajagríva, a Lófejű;
- Palden Lhamo, az istennő;
- Csangpa vagy ‘Fehér Brahmá’;
- Begce, a Háború istene.

A lokapálák világi istenségek, helyi szellemek, energiák és egyéb lények, amelyek védelmezik a tanokat és a dharma gyakorlóit.
A mező védelmezők (ksetrapálák) egy konkrét helyre vigyáznak, mint például egy épület vagy egy völgy. Ez utóbbi két csoport tagjai jóval alacsonyabb spirituális szintet értek el a dharmapáláknál.

## Tárá

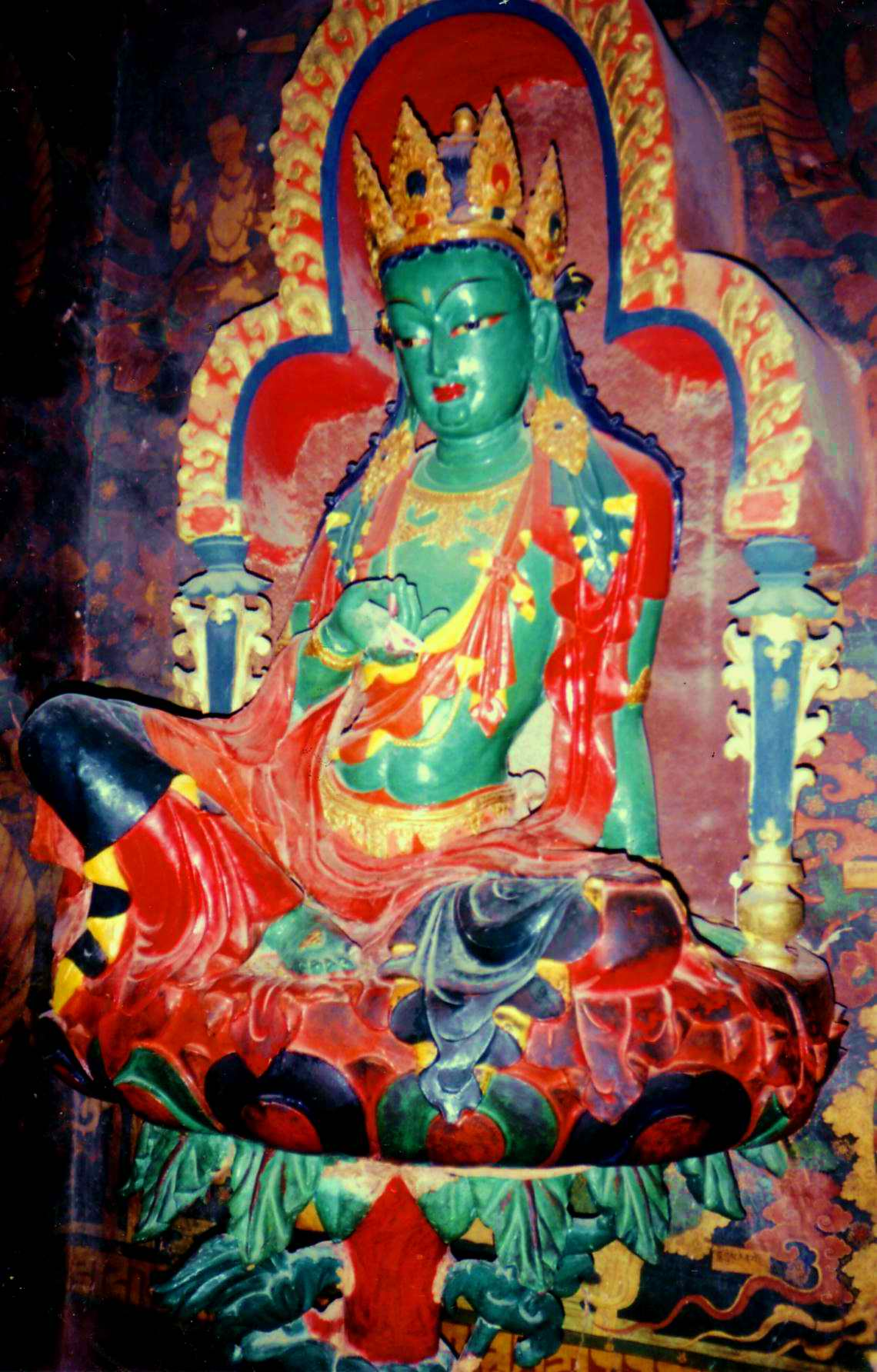
Zöld Tárá, Kumbum, Gyance, Tibet, 1993

A tárá (szanszkrit: तारा, tibeti: སྒྲོལ་མ, Drolma) vagy árja Tárá, vagy dzsecün dolma (irodalmi tibeti:rje btsun sgrol ma) női bodhiszattva, aki női buddhaként jelenik meg a tibeti buddhizmusban. Az általánosan a „felszabadítás anyjának” nevezett tárá a munkában és a tevékenységekben elért sikerek erényeinek szimbóluma. A gyakorlatban tárá tantrikus meditációs istenség. Ezt a gyakorlatot a belső minőségek fejlesztésére, illetve az együttérzés és az üresség külső és belső megértésére használják. A tárá valójában a hasonló aspektusú buddhák és bodhiszattvák összefoglaló neve. Ezek ugyanazon minőség különböző aspektusait jelentik, ugyanis a bodhiszattvákat gyakran tekintik a buddhista erények metaforáiként. A tárá legszélesebb körben alkalmazott tárái:
- Zöld tárá (Szjamatárá) – a megvilágosodott cselekedetű buddhaként ismert
- Fehér tárá (Szitatárá) – az együttérzés, a hosszú élet, a gyógyítás és a derű szimbóluma, további elnevezései: a kívánság teljesítő kerék vagy csintacsakra
- Vörös tárá (Kurukulla) – úgy tartják, hogy haragos ábrázolása a jó dolgokat vonzza magához
- Fekete tárá – a hatalom szimbóluma
- Sárga tárá (Bhrikuti) – a gazdagság és a vagyon szimbóluma
- Kék tárá – a harag átváltoztatásával azonosítják
- Csittamani tárá – a legmagasabb tantra jógában használt tárá, amelyet a gelug iskolában használnak – általában zöld szokott lenni, ami miatt könnyen össze lehet keverni a zöld tárával
- Khadiravani tárá (az akácerdő tárája), aki megjelent Nágárdzsuna előtt a Khadiravani erdőben, Dél-Indiában és akit néha úgy említenek, hogy a „22. tárá”.[98]

Egyes buddhista iskolákban csupán huszonegy tárát különböztetnek meg. A tibeti buddhista egyházi intézményekben reggelente gyakorolják az A huszonegy tárá dicsérete című szöveget. A legfőbb tárá mantra ugyanaz a hinduk és a buddhisták számára is: om táre tuttáre ture szváhá. A tibeti hagyományok követői a következőképpen ejtik ezt a mantrát: om táre tu táre ture szoha.

## A tibeti halálkultusz, a köztes lét (bardo) állapotai

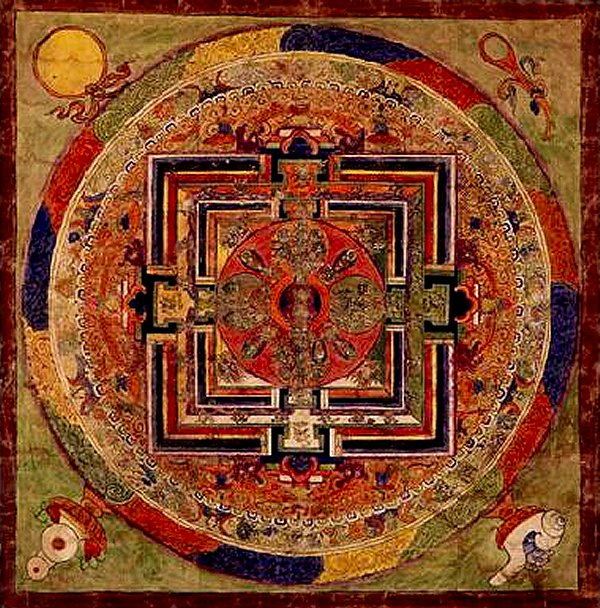
A Bardo tödol mandalája

A tibeti buddhizmus tanításai szerint a létforgatag egyes állomásai, így az újjászületés és halál közti átmenetek megismerhetők, irányíthatók, és a vadzsrájána tantrikus módszereivel az új testben esedékes születés irányítható, befolyásolható. A halál után a lény mintegy negyvenkilenc napig egy köztes állapotba kerül (ez az úgynevezett bardo), ahonnan ennek leteltével egy meghatározott színű fény vezérli új létállapotába. Ez az új létállapot lehet a mennyország, a földi élet, de akár a legsötétebb és legfélelmetesebb pokol is, ahol el kell töltenie egy bizonyos időszakot újabb reinkarnálódásáig. Hogy melyikbe kerül, és milyen minőségében (lehet ember, állat, félisten, éhes szellem) születik újjá, azt karmája dönti el. A tibeti buddhizmusban azonban a karma nemcsak előző életünk cselekedeteinek függvénye, hanem működését az új lény hasznossága is befolyásolja, amit a világmindenség számára be fog tölteni. A Bardo tödol (népszerű nevén a Tibeti halottaskönyv, hívebb fordításban a Köztes létből hallás útján való megszabadulás ) útmutatásait követve a tibetiek hite szerint az azt követő lény képes irányítani újjászületését, sőt még arra is képes, hogy az újjászületések láncolatából (szanszárából) megszabadulva elérje a nirvánát. Amikor a test meghal, a lélek vándorlásnak indul, és a legelőnyösebb módon próbál újjászületni. Már a haldoklás során egy tanult láma elkezdi a Bardo tödol felolvasását a haldoklónak, és folytatja ezt 49 napig, még akkor is, ha a reinkarnáció nem valósul meg, mivel az elhunyt ez alatt az idő alatt eléri a megszabadulás állapotát. Erre azonban igen kevés az esélye.
Az „én” stabilitása nem állandó, a létezés legalapvetőbb tulajdonsága a folytonos változás, így önmagunk állandósága is illúzió, amelyet a mögöttes tudat, a láthatatlan és megtapasztalhatatlan lélek, a rigpa kelt az élőlényben. Az élőlények különféle tudatállapotai is valójában bardók, amelyből a tibeti buddhizmus tanításai szerint hat létezik, hármat az életünk során (az emberi élet bardója, az álom bardója, a meditáció bardója), hármat a halálunkban (a haldoklás bardója, a valóság átélésének bardója, az újjászületések bardója) élünk meg. Mivel a buddhizmus célja a végleges megszabadulás a létforgatag állapotaiból, a tantrikus, vagy „rövid” út, a vadzsrajána különösen nagy hangsúlyt fektet a halál utáni állapotok megismerésére, hiszen ezeket az állapotokat uralva a hívő közelebb juthat a végső célhoz, a nirvána eléréséhez.

## A tibeti buddhizmus Nepálban, Bhutánban, Mongóliában
India és Tibet között fekvő Nepál nehezen megközelíthető hegyei között mindhárom buddhista iskola (mintegy háromezer kolostorban), a mahájána, hínajána illetve a vadzsrajána jelen van, ám az ez utóbbi alapján álló tibeti buddhizmus a legerősebb. Nepál buddhista jelentőségét és a zarándokok nagy számát indokolja, hogy az ország déli részén van a történelmi Buddha szülőhelye, Lumbini. A Himalája legszentebb helye és zarándokhelye az ország fővárosában, Katmanduban található, a Szvajambhunat-sztúpa.
Bhután Tibet délkeleti határvidéke, a nyugati hatásoktól érintetlen terület, államvallása a tibeti buddhizmus, de jelen van a mahájána is. Jelentős szerepe van a bon vallásnak is. A tibeti buddhizmus Bhutánban sajátos egyedi rítusokat alakított ki. Az országban erőteljesen korlátozzák a turizmust, az ország rendkívül drágán, csak légi úton közelíthető meg, évi mintegy 5000 fős kvótában.

## Fesztiválok

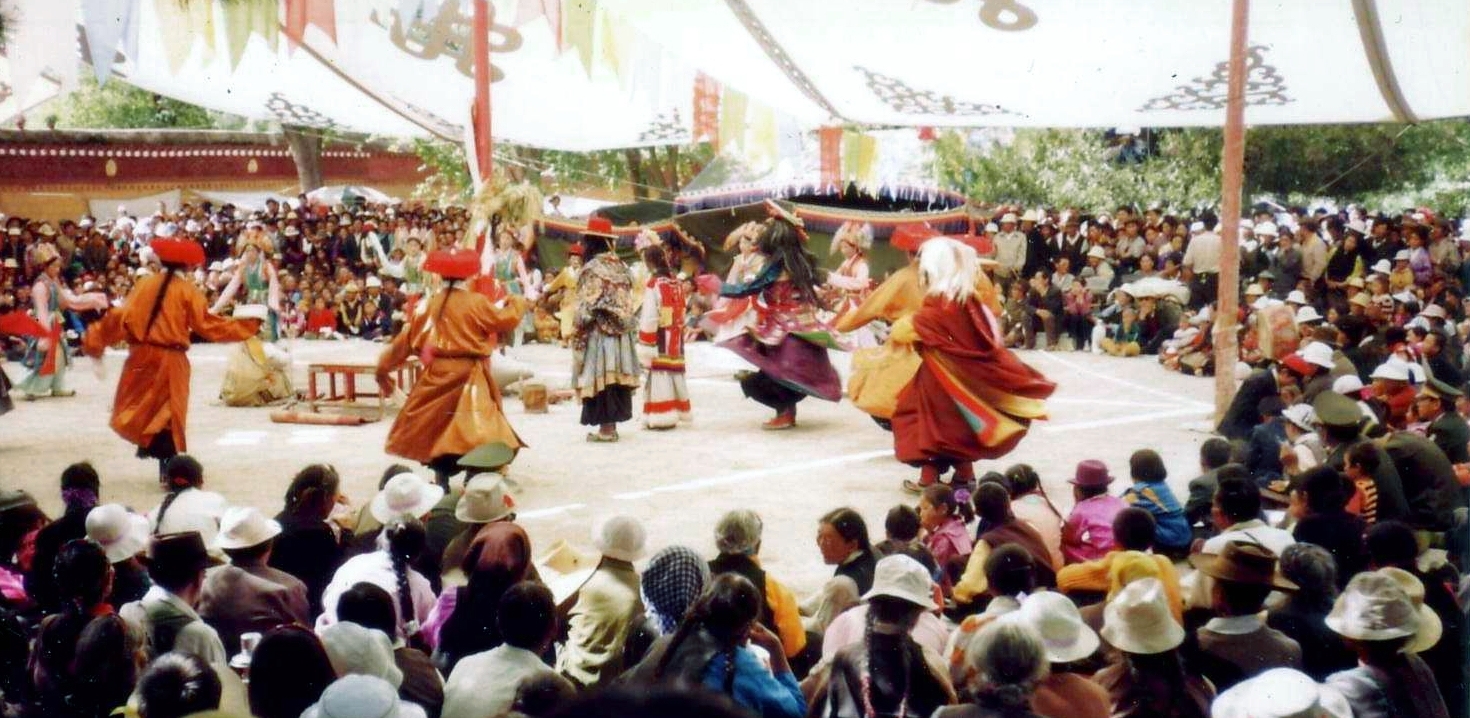
Tánc a sotön fesztivál alkalmával, Norbulingka, 1993

A legfontosabb tibeti fesztiválok a tibeti újév, a thangka fesztivál és a sotön fesztivál. A többi fesztivál buddhista kolostorokhoz, őszi szürethez, nyári lóversenyekhez, illetve helyi hagyományokhoz és szokásokhoz kapcsolódik. Olykor ugyanannak az ünnepnek a dátuma is eltérő lehet a különböző régiókban.
A tibeti buddhista hagyomány négy nagy ünnepnapja 2015-ben tízmilliószoros dharmacsakrás (erőteljes hatású) napok. 2015 a tibeti számítás szerint 2142, a Fa-Birka éve.

## Kapcsolódó szócikkek

A tibeti „A” betű, a szivárványtest szimbóluma